# Список персонажей телесериала «Флэш»
«Флэш» — американский телесериал 2014 года, созданный сценаристами/продюсерами Грегом Берланти, Эндрю Крайсбергом и Джеффом Джонсом, и основанный на комиксах о персонаже Флэше/Барри Аллене. Премьера пилотной серии телесериала состоялась 7 октября 2014 года на канале The CW. Он стал первым спин-оффом телесериала «Стрела» и частью его вселенной.
Главного героя, судмедэксперта полиции Централ-сити Барри Аллен (Грант Гастин) поразила молния во время взрыва ускорителя Лаборатории СТАР, что дало ему сверхскорость, и он стал супергероем Флэшем. Он объединил усилия с работниками Лаборатории СТАР — доктором Кейтлин Сноу (Даниэль Панабейкер), инженером Циско Рамоном (Карлос Вальдес) и доктором Харрисоном Уэллсом (Том Кавана) — в попытке узнать больше о своих способностях и о том, как быть героем. Первое время Барри также пытался раскрыть тайну убийства своей матери (Мишель Харрисон) неизвестным мета-человеком. В этом убийстве обвинили его отца (Джон Уэсли Шипп), как единственного подозреваемого, после чего маленький Барри стал приёмным ребёнком в семье детектива Джо Уэста (Джесси Л. Мартин) и его дочери Айрис (Кэндис Паттон). Спустя 15 лет воспоминания об убийстве матери и заключении отца подталкивают Барри к использованию своих способностей для поимки тех, кто причиняет боль невинным, таким образом становясь героем, которым ему суждено быть. Также он нашёл убийцу своей матери, который оказался Доктором Уэлсом, а настоящее его имя было Эобард Тоун. В середине 2015 года Барри смог победить обратного флэша. Предок Эобарда - Эдди Тоун прострелил себе грудь, и его потомок исчез из реальности.
Ниже представлен список персонажей которые появились (или появятся) в телесериале. Многие из них названы в честь персонажей из комиксов или основаны на них. Некоторые актёры, снявшиеся в их роли, также ранее были задействованы в съёмках предыдущего телесериала о супергерое, вышедшего на экраны в 1990 году.

## Актёры и персонажи
= Главная роль в сезоне
     = Второстепенная роль в сезоне
     = Гостевая роль в сезоне
     = Роль сыграна другим актёром
     = Не появляется

### Главные роли
| Актёр/Актриса           | Персонаж                                                    | Появление в сезонах | Появление в сезонах | Появление в сезонах | Появление в сезонах | Появление в сезонах | Появление в сезонах | Появление в сезонах | Появление в сезонах | Появление в сезонах |         |
| Актёр/Актриса           | Персонаж                                                    | 1                   | 2                   | 3                   | 4                   | 5                   | 6                   | 7                   | 8                   | 9                   | Эпизоды |
| ----------------------- | ----------------------------------------------------------- | ------------------- | ------------------- | ------------------- | ------------------- | ------------------- | ------------------- | ------------------- | ------------------- | ------------------- | ------- |
| Грант Гастин            | Бартоломью «Барри» Аллен/Флэш (Земля-1 > Земля Прайм)       | 23                  | 23                  | 23                  | 23                  | 22                  | 19                  | 18                  | 20                  | 13                  | 184     |
| Грант Гастин            | Савитар / Бог Скорости                                      |                     |                     | 13                  |                     | 1                   |                     |                     |                     | 1                   | 15      |
| Кэндис Паттон           | Айрис Уэст Аллен                                            | 23                  | 23                  | 23                  | 23                  | 22                  | 19                  | 16                  | 16                  | 13                  | 178     |
| Даниэль Панабэйкер      | Кейтлин Сноу / Убийца Мороз                                 | 23                  | 23                  | 19                  | 23                  | 22                  | 10                  | 16                  | 15                  | 2                   | 153     |
| Даниэль Панабэйкер      | Убийца Мороз / Мороз Сноу                                   |                     |                     | 10                  | 7                   | 15                  | 14                  | 13                  | 12                  | 2                   | 73      |
| Даниэль Панабэйкер      | Хиона (Кион) / Сноу / Богиня                                |                     |                     |                     |                     |                     |                     |                     | 1                   | 13                  | 14      |
| Рик Коснетт             | Эдвард «Эдди» Тоун / Синий Кобальт                          | 22                  | 2                   | 1                   |                     |                     |                     |                     | 3                   | 4                   | 32      |
| Карлос Вальдес          | Франциско «Циско» Рамон / Вайб / Мехавайб                   | 23                  | 23                  | 23                  | 23                  | 18                  | 14                  | 12                  |                     |                     | 136     |
| Мэтт Летчер             | Эобард Тоун / Обратный Флэш (Земля-1)                       | 3                   | 3                   | 1                   |                     |                     |                     |                     | 2                   | 1                   | 10      |
| Том Кавана              | Эобард Тоун / Обратный Флэш (Земля-1)                       | 23                  | 2                   |                     | 2                   | 11                  | 4                   | 1                   | 7                   | 1                   | 51      |
| Том Кавана              | Харрисон Уэллс / Вневременной Уэллс (Земля-1 > Земля Прайм) | 2                   |                     |                     |                     |                     |                     | 3                   |                     | 1                   | 6       |
| Том Кавана              | Харрисон «Гарри» Уэллс (Земля-2)                            |                     | 22                  | 6                   | 20                  | 1                   | 5                   | 1                   |                     |                     | 55      |
| Том Кавана              | Харрисон «HR» Уэллс (Земля-19)                              |                     |                     | 20                  |                     |                     |                     | 1                   |                     |                     | 21      |
| Том Кавана              | Харрисон «Шерлёк» Уэллс (Земля-221)                         |                     |                     |                     |                     | 20                  | 1                   | 1                   |                     |                     | 22      |
| Том Кавана              | Харрисон «Нэш» Уэллс / Пария (Земля-719)                    |                     |                     |                     |                     |                     | 17                  | 1                   |                     |                     | 18      |
| Джесси Ламонт Мартин    | Джозеф «Джо» Уэст                                           | 23                  | 23                  | 23                  | 22                  | 13                  | 17                  | 18                  | 17                  | 6                   | 162     |
| Кинан Лонсдейл          | Уоллес «Уолли» Уэст / Кид Флэш                              |                     | 14                  | 23                  | 5                   | 1                   | 1                   |                     |                     | 1                   | 45      |
| Нил Сэндилэндс          | Клиффорд Де'Во / Мыслитель                                  |                     |                     |                     | 17                  |                     |                     |                     |                     |                     | 17      |
| Даниэль Николет         | Сесиль Хортон Уэст / Достоинство                            | 2                   |                     | 8                   | 10                  | 17                  | 14                  | 16                  | 20                  | 13                  | 100     |
| Хартли Сойер            | Ральф Дибни / Удлиняющийся человек                          |                     |                     |                     | 13                  | 18                  | 13                  | 1                   |                     |                     | 45      |
| Джессика Паркер Кеннеди | Нора Уэст Аллен / XS                                        |                     |                     |                     | 4                   | 21                  |                     | 4                   | 4                   | 2                   | 35      |
| Крис Клейн              | Орлин Дуайер / Цикада                                       |                     |                     |                     |                     | 16                  |                     |                     |                     |                     | 16      |
| Ламоника Гарретт        | Мар Нову / Монитор                                          |                     |                     |                     |                     | 2                   | 2                   |                     |                     |                     | 4       |
| Эфрат Дор               | Ева МакКалла / Зеркальный монарх                            |                     |                     |                     |                     |                     | 8                   | 3                   |                     |                     | 11      |
| Кайла Комптон           | Алегра Гарсиа                                               |                     |                     |                     |                     |                     | 12                  | 15                  | 20                  | 13                  | 60      |
| Брандон Мак-Найт        | Честер «Чак» Пи Ранк                                        |                     |                     |                     |                     |                     | 3                   | 14                  | 20                  | 13                  | 50      |
| Джон Кор                | Марк Блейн / Чиллблейн                                      |                     |                     |                     |                     |                     |                     | 4                   | 8                   | 9                   | 21      |
| Всего эпизодов          | Всего эпизодов                                              | 23                  | 23                  | 23                  | 23                  | 22                  | 19                  | 18                  | 20                  | 13                  | 184     |

### Второстепенные персонажи
| Актёр/Актриса      | Персонаж                                        | Появление в сезонах | Появление в сезонах | Появление в сезонах | Появление в сезонах | Появление в сезонах | Появление в сезонах | Появление в сезонах | Появление в сезонах | Появление в сезонах | Появление в сезонах | Появление в сезонах |
| Актёр/Актриса      | Персонаж                                        | 1                   | 2                   | 3                   | 4                   | 5                   | 6                   | 7                   | 8                   | 9                   | Эпизоды             |                     |
| ------------------ | ----------------------------------------------- | ------------------- | ------------------- | ------------------- | ------------------- | ------------------- | ------------------- | ------------------- | ------------------- | ------------------- | ------------------- | ------------------- |
| Робби Амелл        | Рональд «Ронни» Рэймонд / Огненный Шторм        | 8                   | 1                   | 1                   |                     |                     |                     |                     | 3                   |                     | 13                  |                     |
| Мишель Харрисон    | Нора Аллен (Земля-1)                            | 5                   | 1                   | 2                   |                     | 1                   |                     | 1                   | 1                   | 1                   | 12                  |                     |
| Мишель Харрисон    | Спидфорс                                        |                     | 1                   | 1                   |                     |                     | 2                   | 8                   | 1                   | 2                   | 17                  |                     |
| Мишель Харрисон    | Джоан Уильямс (Земля-3)                         |                     |                     |                     |                     |                     | 1                   | 2                   | 2                   | 1                   | 6                   |                     |
| Патрик Сабонгуй    | Дэвид Синх                                      | 16                  | 7                   | 1                   | 6                   | 6                   | 4                   | 2                   | 1                   | 3                   | 46                  |                     |
| Джон Уэсли Шипп    | Генри Аллен (Земля-1)                           | 7                   | 6                   | 1                   |                     | 1                   |                     |                     |                     | 1                   | 16                  |                     |
| Джон Уэсли Шипп    | Джейсон «Джей» Гаррик / Флэш (Земля-3)          |                     | 5                   | 4                   | 1                   |                     | 1                   | 2                   | 2                   | 1                   | 16                  |                     |
| Джон Уэсли Шипп    | Бартоломью «Барри» Аллен / Флэш (Земля-90)      |                     |                     |                     |                     | 2                   | 1                   |                     |                     |                     | 3                   |                     |
| Уэнтуорт Миллер    | Леонард Снарт / Капитан Холод (Земля-1)         | 5                   | 3                   | 3                   |                     |                     |                     |                     |                     |                     | 11                  |                     |
| Уэнтуорт Миллер    | Леонард «Лео» Снарт / Гражданин Холод (Земля-X) |                     |                     |                     | 2                   |                     |                     |                     |                     |                     | 2                   |                     |
| Доминик Пёрселл    | Мик Рори / Тепловая Волна                       | 3                   | 1                   | 1                   |                     |                     |                     |                     |                     |                     | 5                   |                     |
| Виктор Гарбер      | Мартин Штайн / Огненный Шторм                   | 4                   | 4                   | 1                   | 1                   |                     |                     |                     |                     | 1                   | 11                  |                     |
| Эмили Бетт Рикардс | Фелисити Смоук / Наблюдатель                    | 4                   | 1                   | 2                   | 2                   |                     |                     |                     |                     |                     | 8                   |                     |
| Клэнси Браун       | Уэйд Уэллинг                                    | 4                   |                     |                     |                     |                     |                     |                     |                     |                     | 4                   |                     |
| Роджер Ховард      | Мэйсон Бридж                                    | 4                   |                     |                     |                     |                     |                     |                     |                     |                     | 4                   |                     |
| Стивен Амелл       | Оливер Куин / Зелёная Стрела                    | 3                   | 1                   | 1                   | 1                   | 1                   | 1                   |                     |                     | 1                   | 9                   |                     |
| Малис Джау         | Линда Парк / Доктор Свет                        | 5                   | 3                   |                     |                     |                     |                     |                     |                     |                     | 8                   |                     |
| Лиам Макинтайр     | Марк Мардон / Погодный Волшебник                | 3                   | 1                   |                     |                     | 1                   |                     |                     |                     |                     | 5                   |                     |
| Дэвид Соболев      | Горилла Гродд                                   | 4                   | 1                   | 2                   |                     | 2                   | 1                   |                     |                     | 1                   | 11                  |                     |
| Дэвид Рэмси        | Джон Диггл / Спартанец / Зелёная стрела         | 1                   | 2                   | 1                   | 1                   | 1                   | 2                   | 1                   | 1                   | 1                   | 11                  |                     |
| Аманда Пэйс        | Тина МакГи                                      | 2                   | 3                   |                     |                     |                     |                     |                     |                     |                     | 5                   |                     |
| Сиара Рене         | Кендра Сандерс / Орлица                         | 1                   | 3                   |                     |                     |                     |                     |                     |                     |                     | 4                   |                     |
| Тедди Сирс         | Хантер Золомон / Зум                            |                     | 19                  | 2                   |                     | 1                   |                     |                     |                     | 1                   | 23                  |                     |
| Шантель Вансантен  | Патриция «Пэтти» Спивот                         |                     | 10                  |                     |                     |                     |                     |                     |                     |                     | 10                  |                     |
| Ване́сса Эй Уи́льямс | Франсин Уэст                                    |                     | 4                   | 2                   |                     |                     |                     |                     |                     | 1                   | 7                   |                     |
| Вайолетт Бин       | Джесси Чемберс Уэллс / Джесси Квик              |                     | 12                  | 7                   | 2                   |                     |                     |                     |                     |                     | 21                  |                     |
| Том Фелтон         | Джулиан Альберт/Доктор Алхимия                  |                     |                     | 17                  |                     |                     |                     |                     |                     |                     | 17                  |                     |
| Джессика Камачо    | Синди Рейнольдс / Цыганка                       |                     |                     | 6                   | 4                   | 1                   | 1                   |                     |                     |                     | 12                  |                     |
| Энн Дудек          | Трейси Брэнд                                    |                     |                     | 4                   |                     |                     |                     |                     |                     |                     | 4                   |                     |
| Ричард Брукс       | Грегори Вульф                                   | 1                   |                     |                     | 5                   |                     |                     |                     |                     |                     | 6                   |                     |
| Кэти Сакхофф       | Амунет Блэк / Блэксмит                          |                     |                     |                     | 5                   |                     | 1                   |                     |                     |                     | 6                   |                     |
| Ким Энгельбрехт    | Марлиз Дево/Механик                             |                     |                     |                     | 15                  |                     |                     |                     |                     |                     | 15                  |                     |
| Марк Свитман       | Мэтью Норвок                                    |                     |                     |                     | 4                   | 1                   | 2                   | 1                   |                     |                     | 8                   |                     |
| Донна Пескоу       | Шерон Финкель                                   |                     |                     |                     | 5                   |                     |                     |                     |                     |                     | 5                   |                     |
| Кларк Уилсон       | Офицер Джонс                                    |                     |                     |                     | 1                   | 5                   |                     |                     |                     |                     | 6                   |                     |
| Кайл Секор         | Томас Сноу / Сосулька                           |                     |                     |                     |                     | 4                   |                     |                     |                     |                     | 4                   |                     |
| Эверик Голдинг     | Тревор Шиник                                    |                     |                     |                     |                     | 4                   |                     |                     |                     |                     | 4                   |                     |
| Лоссен Чамберс     | Ванесса Эмбрес                                  |                     |                     |                     |                     | 7                   |                     |                     |                     |                     | 7                   |                     |
| Исли Хирвонен      | маленькая Грейс Гиббонс                         |                     |                     |                     |                     | 8                   |                     |                     |                     |                     | 8                   |                     |
| Сара Картер        | Грейс Гиббонс / Цикада                          |                     |                     |                     |                     | 6                   |                     |                     |                     |                     | 6                   |                     |
| Виктория Парк      | Камилла Хванг                                   |                     |                     |                     |                     | 4                   | 13                  | 6                   |                     |                     | 23                  |                     |
| Сендхил Рамамурти  | Рэмси Россо / Бладворк                          |                     |                     |                     |                     |                     | 9                   |                     |                     | 1                   | 10                  |                     |
| Натали Шарп        | Милли Роулинс / Солнечный Свет                  |                     |                     |                     |                     |                     | 3                   | 1                   | 1                   |                     | 5                   |                     |
| Алекса Барахас     | Эсперанза Гарсиа / Ультрафиолет                 |                     |                     |                     |                     |                     | 4                   | 3                   | 2                   |                     | 9                   |                     |
| Эрик Неннингер     | Джозеф Карвер                                   |                     |                     |                     |                     |                     | 4                   | 2                   |                     |                     | 6                   |                     |
| Натали Дрейфусс    | Сью Дирбон                                      |                     |                     |                     |                     |                     | 3                   | 3                   | 6                   |                     | 12                  |                     |
| Стефани Изсак      | Дейзи Корбер                                    |                     |                     |                     |                     |                     | 4                   | 4                   | 9                   | 6                   | 23                  |                     |
| Кармен Мур         | Кристен Крамер                                  |                     |                     |                     |                     |                     |                     | 9                   | 6                   | 6                   | 21                  |                     |
| Кристиан Магби     | Деон Оуэнс / Стиллфорс                          |                     |                     |                     |                     |                     |                     | 5                   | 8                   |                     | 13                  |                     |
| Эннис Эсмер        | Башир Малик / Психо / Сейджфорс                 |                     |                     |                     |                     |                     |                     | 4                   | 2                   |                     | 6                   |                     |
| Сара Гарсия        | Алекса Ривера / Фуэрза / Стренджфорс            |                     |                     |                     |                     |                     |                     | 4                   | 2                   |                     | 6                   |                     |
| Каран Оберой       | Август Харт / Годспид                           |                     |                     |                     |                     | 1                   |                     | 3                   |                     | 1                   | 5                   |                     |
| Джордан Фишер      | Бартоломью «Барт» Аллен II / Импульс            |                     |                     |                     |                     |                     |                     | 3                   | 3                   |                     | 6                   |                     |
| Тони Карран        | Десперо                                         |                     |                     |                     |                     |                     |                     |                     | 5                   |                     | 5                   |                     |
| Эшли Рикардс       | Роза Диллон                                     |                     |                     | 2                   |                     |                     |                     | 1                   | 4                   |                     | 7                   |                     |
| Нил Макдонаф       | Дэмиен Дарк                                     |                     | 1                   |                     |                     |                     |                     |                     | 3                   |                     | 4                   |                     |
| Андрес Сото        | Маркус                                          |                     |                     |                     |                     |                     |                     |                     | 4                   |                     | 4                   |                     |
| Рейчел Дранс       | Тейлор Браун                                    |                     |                     |                     |                     |                     |                     |                     | 5                   | 4                   | 9                   |                     |
| Агам Дарши         | Мона Тейлор / Королева                          |                     |                     |                     |                     |                     |                     |                     | 4                   |                     | 4                   |                     |
| Мика Абдалла       | Тинья Ваззо                                     |                     |                     |                     |                     |                     |                     |                     | 5                   |                     | 5                   |                     |
| Каусар Мохаммед    | Мина Даван / Фаст Трек                          |                     |                     |                     |                     |                     |                     |                     | 4                   |                     | 4                   |                     |
| Энди Миентус       | Хартли Рэтуэй / Дудочник                        | 2                   | 1                   |                     |                     |                     | 2                   |                     |                     | 4                   | 9                   |                     |
| Ричард Хармон      | Оуэн Мерсер / Капитан Бумеранг                  |                     |                     |                     |                     |                     |                     |                     |                     | 5                   | 5                   |                     |
| Джависия Лесли     | Райан Уэйн / Красная Смерть                     |                     |                     |                     |                     |                     |                     |                     |                     | 5                   | 5                   |                     |
| Магда Апанович     | Андреа Воццек / Скрипачка                       |                     |                     |                     |                     |                     |                     |                     |                     | 4                   | 4                   |                     |
| Макс Адлер         | Жако Берч / Жаркость                            |                     |                     |                     | 1                   |                     |                     |                     | 1                   | 3                   | 5                   |                     |
| Дэмион Пуатье      | Кит / Золотоликий                               |                     |                     |                     |                     | 1                   | 1                   |                     | 1                   | 3                   | 6                   |                     |
| Всего эпизодов     | Всего эпизодов                                  | 23                  | 23                  | 23                  | 23                  | 22                  | 19                  | 18                  | 20                  | 13                  | 184                 |                     |

## Основной состав
| Персонаж | Актёр/Актриса           | В каких сезонах появляется | В каких сезонах появляется | В каких сезонах появляется |
| Персонаж | Актёр/Актриса           | Основной                   | Повторяющийся              | Приглашённый               |
| --- | ----------------------- | -------------------------- | -------------------------- | -------------------------- |
| |                         |                            |                            |                            |
| Барри Аллен/Флэш/Савитар | Грант Гастин            | 1-9                        | -                          | -                          |
| Барри Аллен — главный герой, помощник полицейского судмедэксперта Централ-сити, в которого попала молния после взрыва ускорителя частиц в лаборатории СТАР, вследствие чего он получил сверхспособности — возможность передвигаться (бегать), думать и реагировать на запредельных скоростях. Его первоначально называли «Полоска» (англ. Stripe), но позже при помощи блога Айрис популяризовался другой псевдоним — Флэш (Вспышка). Во втором сезоне телесериала «Стрела» Барри — обычный человек, помощник судмедэксперта, который приехал в Старлинг-сити после нападения Сайруса Голда на склад Куин Консолидейтед. Свою заинтересованность он объяснил связью с одним из дел, которые в то время расследовались в Централ-сити. Несмотря на то, что он оказал помощь в расследовании, а Фелисити даже начала сближаться с ним, Барри мало кто доверял, так как многие недооценивали его из-за молодости. Также очень быстро выяснилось, что он в Старлинг-сити по собственной инициативе. Однако вскоре Барри заслужил доверие, когда спас жизнь Оливера/Стрелы после того, как тот получил крупную дозу кровезамедляющего вещества. У Барри появился шанс лучше проявить себя при повторных поисках Сайруса Голда, попутно он провёл химические опыты с материалами, создав для Оливера идеально сидящую маску. В конце концов Барри уехал обратно в Централ-сити, где в него ударила молния, созданная взрывом ускорителя. В следующем эпизоде выяснилось, что он в коме. Первый сезон телесериала «Флэш» подробнее раскрыл прошлое Барри, о котором в эпизодах «Стрелы» он только рассказывал. Также по сюжету его вырастил отец его одноклассницы, детектив Джо Уэст, который был одним из тех, кто расследовал убийство его матери. Несмотря на то, что Барри жил с девочкой, Айрис Уэст, под одной крышей, он начал испытывать к ней далеко не братские чувства. Во время взрыва ускорителя в него ударила молния и он провёл в коме 9 месяцев. Очнувшись, он понял, что обрёл сверхскорость. Заручившись поддержкой Хариссона Уэллса, Кейтлин Сноу и Циско Рамона, единственных из учёных Лаборатории СТАР, кто не ушёл после взрыва, Барри начал борьбу с другими людьми, также получившими сверхсилы. Попутно он вместе с приёмным отцом возобновил расследование убийства матери, но уже с позиции существования металюдей. До некоторых пор он не имел понятия, что именно Харрисон Уэллс, создатель Лаборатории СТАР, пришедший из далёкого будущего, был тем самым убийцей. Во флэшбеках показано детство Барри, а также воспоминания Харрисона Уэллса. Во втором сезоне Барри временно оставил команду и стал работать в одиночку, виня себя за смерть Эдди и Ронни. Однако в итоге понял, что друзья всегда будут готовы ему помочь, несмотря ни на что. Вскоре у него появился новый враг, Зум, который прибыл из параллельного мира, именуемого Земля-2. В процессе развития сюжета Барри наладил отношения со своей семьёй и начал постепенно возрождать в себе чувства к Айрис. Противостояние Зуму вынудило Барри развивать свою скорость, ему даже удалось пробить брешь между вселенными. Однако вскоре он всё же добровольно отдал свою скорость Зуму, чтобы спасти Уолли Уэста от смерти, и стал обычным человеком. Для возвращения способностей Гарри Уэллс (двойник Харрисона Уэллса с Земли-2) и команда Флэша создали ещё один, намного более локализованный взрыв ускорителя частиц и Зум предположил, что Барри погиб в ходе эксперимента. Однако герой всего лишь попал в другое измерение (воплощение его силы, Силы Скорости), где больше узнал о себе, снова стал Флэшем и при помощи друзей благополучно вернулся в Централ-сити. Однако это сделало его излишне самоуверенным, что, хотя и помогло в борьбе с обычными металюдьми, спровоцировало Зума убить Генри Аллена в наказание Барри. На некоторое время впал в депрессию, но после победил злодея при помощи своей временного двойника. Не смог выдержать смерть отца и в конце концов он решил вновь вернуться в день смерти своей матери и спасти её. На момент начала третьего сезона он уже три месяца жил в созданной им альтернативной линии времени — Флэшпоинте. Его родители были живы и счастливы в браке, а самому Барри не нужно было быть Флэшем (хотя у него сохранились его сверхсилы). Однако были и другие изменения: он оказался практически не знаком с семьёй Уэстов, Уолли стал Флэшем вместо него, а каждое использование силы скорости стирало у Барри воспоминания о прежней жизни. В результате он решил уничтожить Флэшпоинт, позволив Обратному Флэшу убить его мать, после чего всё возвращается в норму, но с небольшими изменениями. Барри вынужден был начать жить с последствиями Флэшпоинта, потому что, как объяснил ему Джей Гаррик (спидстер из параллельного мира), любые попытки изменить что-то могли привести к ещё большим негативным последствиям. Одной из его проблем стал Уолли Уэст, который мечтал о своей собственной суперскорости и, к огромному беспокойству его отца, подвергал себя различным опасностям. Другой проблемой стали Савитар, который оказался примерно настолько же быстрее Барри, насколько сам Флэш быстрее обычных людей, и Доктор Алхимия, возвращавший мета-людям из Флэшпоинта их способности. Победив их обоих, ушёл в Силу Скорости. Его двойник на Земле-2 является обычным человеком, работающим в полиции и мужем детектива Айрис Уэст-Аллен. Родители этого Барри живы и здоровы, а с Джо он не ладит. Двойником Барри Аллена также оказался главный антагонист третьего сезона — спидстер по имени Савитар. Первоначально он позиционировался как первый в мире обладатель сверхскорости, однако позже выяснилось, что это не так. Как правило, Савитар носит уродливую железную броню, а его скорость настолько высока, что его перемещения похожи на телепортацию и его могут видеть лишь спидстеры. В серии третьего сезона «Я знаю, кто ты» раскрывается, что первоначально Барри Аллен должен был встретить Савитара примерно в 2021 году и, создав множество своих временных двойников, победить его и заточить в Силе Скорости. Однако один из двойников Барри, получив ожог на пол-лица начал убивать остальных двойников и сам стал Савитаром. Персонаж основан на Барри Аллене, втором персонаже, ставшем известным под псевдонимом «Флэш». Ещё одним возможным двойником Барри является Блитцкриг — злодейская версия Флэша с Земли-X, выступающая одним из членов Новых Рейхсменов. Однако, этот персонаж появляется лишь в сериале «Борцы за свободу: Луч», и доподлинно неизвестно, является ли он двойником Барри. - Первое пояление: эпизод «Учёный» телесериала «Стрела» (Барри Земли-1), «Добро пожаловать на Землю-2» (Барри Земли-2), «Парадокс» (как Савитар), «Я знаю, кто ты» (без брони Савитара)                                                                                                  |                         |                            |                            |                            |
| |                         |                            |                            |                            |
| Айрис Уэст | Кэндис Паттон           | 1-9                        | -                          | -                          |
| Айрис Уэст — дочь детектива Уэста и лучшая подруга Аллена. В первом сезоне она позиционировалась как возлюбленная Барри и фактически его сестра, так как после смерти матери Барри и заключения его отца в тюрьму они росли под одной крышей. До взрыва ускорителя она регулярно проводила с ним время, работала официанткой в кафе, писала диссертацию по журналистике. После того как Барри впал в кому в результате удара молнии она часто навещала его в больнице, но за девять месяцев его комы она успела завязать отношения с напарником своего отца, детективом Эдди Тоуном. Одной из первых начала собирать различные городские слухи о неком сверхбыстром супергерое, которого все звали «Полоской», и даже завела личный блог, рассказывающий о нём. Позже она дала супергерою псевдоним Флэш (Вспышка) и популяризовала его. Блог стал настолько популярным, что Айрис наняли в местную газету Picture News писать о подвигах Флэша. На протяжении сериала Айрис дважды узнавала секрет Барри, но один раз она забыла его из-за того, что Барри изменил события одного дня. Несмотря на то, что встречалась с Эдди, иногда проявляла серьёзные чувства к Барри. Однако, узнав во второй раз секрет Барри, она практически отвернулась от него. Тем не менее, на газете из будущего, отображаемой в особой комнате доктора Уэллса, можно было увидеть её будущее имя — Айрис Уэст-Аллен, что предполагало её будущее замужество за Барри. Во втором сезоне Айрис стала полноценным участником команды Барри и часто использовала это во время поисков очередного репортажа. Она всё ещё была сильно расстроена гибелью Эдди и поэтому старалась не заводить новых отношений. Позже к ней начал испытывать симпатию её новый редактор Тони, но Айрис в итоге отказалась встречаться с ним, осознав свои чувства к Барри. Также она узнала о том, что её мать всё ещё была жива, а также о своём родном брате, Уолли Уэсте. Эти новости практически рассорили её с отцом, но после она простила его и начала активно общаться с братом. Во время террора Зума на Земле-1 всячески поддерживала Барри, а когда Аллен пропал в Силе Скорости именно она вытащила его при помощи способностей Циско. Во Флэшпоинте она практически не была знакома с Барри, но иногда встречала его в кафе «Джиттерс». Спустя три месяца после образования этой временной линии Барри решился пригласить её на свидание и она согласилась. Также она знала, что Уолли стал спидстером, и даже в своё время начала помогать ему в борьбе с преступностью. В пост-Флэшпоинте её жизнь изменилась: она так и не простила отцу то, что тот скрывал от неё новости о матери и брате, и поэтому перестала с ним общаться (хотя впоследствии Барри всё же удалось помирить их). Она начала встречаться с Барри Алленом и даже переехала к нему на отдельную квартиру. Позднее приняла его предложение выйти за него замуж (дважды). Именно она в конце концов убила Савитара Двойник Айрис на Земле-2 является детективом полиции Централ-сити и напарником Флойда Лоутона. Она замужем за Барри, и они живут в бывшем доме её отца. Персонаж основан на Айрис Уэст Аллен, персонаже комиксов издательства DC Comics. - Первое появление: «Пилотная серия» (Айрис Земли-1), «Добро пожаловать на Землю-2» (Айрис Земли-2) |                         |                            |                            |                            |
| |                         |                            |                            |                            |
| Кейтлин Сноу | Даниэль Панабэйкер      | 1-9                        | -                          | -                          |
| Кейтлин Сноу — специалист в области биоинженерии, потерявшая своего жениха во время взрыва в Лаборатории СТАР. Во время событий второго сезона телесериала «Стрела» Кейтлин Сноу и Циско Рамон приехали в Старлинг, чтобы забрать оборудование из местного филиала Лаборатории СТАР, которая находится на грани закрытия после взрыва ускорителя. Когда нападает Слэйд, который ищет устройство для переливания крови, она схватила Циско и вручила ему пушку конструкции Артура Лайта, а сама отвлекла Слэйда. Тем не менее Слэйд получил то, что искал, и покинул склад. Когда прибыл Оливер и его помощники, она отказалась раскрыть, чем являлось украденное. Даже Фелисити, с которой Кейтлин уже знакома, она не рассказала об этом. В первом сезоне телесериала «Флэш» Кейтлин была показана одной из тех, кто не ушёл из Лаборатории СТАР после взрыва ускорителя, несмотря на то, что её жених, Ронни Реймонд, считался погибшим при взрыве. Тем не менее, после инцидента она стала подавленной и скептичной. В душе винила Циско за смерть Ронни, так как именно Циско запер его в ускорителе (по его же требованию). Помогала своими знаниями Барри вместе с остальными, хотя первоначально не верила в возможность развития сверхскорости. Когда её жених вернулся из мёртвых, она первоначально упрямо искала с ним встречи, после упрямо препятствовала кому-либо искать информацию о нём. Способствовала разделению Огненного Шторма. После, когда Ронни вернулся из Питсбурга, вышла за него замуж. После гибели Ронни во время ликвидации сингулярности над Централ-сити, Кейтлин пошла работать в Меркьюри Лабс на полгода, но затем вернулась в команду Флэша. После возвращения она познакомилась со спидстером, который представился всем как Джей Гаррик, Флэш Земли-2. Постепенно она начала испытывать к нему чувства и завела с ним роман. Также она пыталась спасти ему жизнь, исследуя препарат под названием Velosity и изобретая всё новые версии этого лекарства. Не могла поверить в то, что её возлюбленный на самом деле суперзлодей-спидстер по прозвищу Зум, с которым Флэш и его команда боролись до сих пор. Позднее, пробыв у него в плену долгое время, она изменила отношение к нему и помогла победить его. В мире Флэшпоинта Кейтлин вместо биохимии избрала медицину и стала детским врачом-окулистом. В результате она не знакома лично ни с одним из остальных членов команды до тех пор пока Барри не использовал суперскорость, чтобы привести её в бывшее здание СТАР Лабс и попросить помочь Уолли Уэсту/Кид-Флэшу справиться с Конкурентом. После разрушения альтернативной временной линии на первый взгляд кажется, что в жизни Кейтлин практически ничего не изменилось, но позже выяснилось, что она уже несколько месяцев скрывала от остальной команды способности к замораживанию, такие же как и у Убийцы Мороз. Чтобы научиться их контролировать она даже связалась с матерью, с которой давно не общалась, и та предсказала ей, что, чем чаще Кейтлин будет пользоваться силой, тем быстрее превратиться в безумную злодейку, замораживающую всё и вся. Это практически произошло после того, как Кейтлин спасла Флэша от Савитара: её глаза стали голубыми, в волосах появились белые пряди, а сама она была готова пойти на любую жестокость, чтобы найти Алхимию и избавиться от своих сил. В столкновении с Аброй Кадаброй была серьёзно ранена. в результате Джулиану пришлось сорвать с неё ожерелье предохраняющее Кейтлин от превращения в Убийцу Мороз. В результате стала злодейкой и перешла на сторону Савитара. Основана на последнем воплощении персонажа Убийцы Мороз, в виде которой впервые появилась на Земле-2. Эта версия Кейтлин также имела близкие отношения с Ронни Рэймондом, который в этом мире звал себя Смертельным Штормом. Оба являлись злодеями. В третьем сезоне, в результате разрушения Флэшпоинта, Кейтлин Земли-1 также обрела замораживающие силы и постепенно стала Убийцей Мороз. - Первое появление: эпизод «Человек под капюшоном» телесериала «Стрела» (Кейтлин Земли-1), «Достаточно быстро» (Убийца Мороз) |                         |                            |                            |                            |
| |                         |                            |                            |                            |
| Эдди Тоун | Рик Коснетт             | 1                          | 8-9                        | 2-3                        |
| Эдди Тоун — детектив, напарник Джо Уэста; недавно был переведён в департамент полиции Централ-сити. Незадолго до основных событий первого сезона его перевели в полицию Централ-сити, а после того, как предыдущий напарник Джо Уэста погиб при исполнении, стал новым напарником Джо. Познакомился с Айрис, когда остановил вора, выхватившего у неё сумку с ноутбуком. За те 9 месяцев, пока Барри был в коме, завязал с ней романтические отношения, несмотря на тот факт, что Джо мог быть против. Участвовал практически во всех расследованиях, связанных с металюдьми, так как ими занимался Барри/Флэш, а следственно и Джо. Первоначально считал Флэша опасным, как и всех металюдей, после атаки Флэша на него (когда метачеловек Рой Биволо ввёл того в неконтролируемое состояние ярости) в этом ещё больше убедился. Также испытывал лёгкую враждебность к Барри, но больше потому, что часто ревновал Айрис к нему. Позже узнал секрет Барри и начал относиться к нему по-дружески. После того, как его потомок Эобард Тоун похитил его и держал в ускорителе несколько недель, Эдди убедился, что рано или поздно потеряет Айрис навсегда. Когда Флэш и Обратный Флэш боролись, он выстрелил себе в грудь, чтобы спасти близких. Во втором сезоне Эдди возвращается на одну серию, когда Барри перемещается в прошлое во времена первого сезона и уговаривает его записать на видео признание в том, что он чувствует к Айрис. На Земле-2 показано, что на телефоне Барри и Айрис есть контакт Эдди, подразумевая, что на этой Земле они дружат. После того, как в конце второго сезона Барри перемещается в прошлое и предотвращает убийство своей матери Обратным Флэшем, создаётся альтернативная временная линия, в которой Эдди может быть жив, так как он никогда не жертвовал собой, чтобы убить своего потомка. Персонаж создан специально для сериала. - Первое появление: «Пилотная серия» |                         |                            |                            |                            |
| |                         |                            |                            |                            |
| Циско Рамон/Вайб | Карлос Вальдес          | 1-7                        | -                          | -                          |
| Циско Рамон — гений машиностроения, является самым молодым членом команды учёных в Лаборатории СТАР. Во втором сезоне телесериала «Стрела» Кейтлин Сноу и Циско Рамон приехали в Старлинг, чтобы забрать оборудование из местного филиала Лаборатории СТАР, которая находилась на грани закрытия после взрыва ускорителя. Когда напал Слэйд, который ищет устройство для переливания крови, Циско достал пушку конструкции Артура Лайта и, пока Кейтлин отвлекает Слэйда, выстрелил в злодея. Однако после первого же выстрела пушка сломалась. Когда прибыли Оливер и его помощники он стоял возле Кейтлин и в основном молчал. В первом сезоне телесериала «Флэш» Циско появился как один из учёных, которые остались в Лаборатории СТАР после взрыва ускорителя. Циско был показан весёлым и жизнерадостным, его сразу захватили те возможности, которые могла предоставить сверхскорость Барри, как впрочем и способности любого метачеловека. Любимое занятие Циско — давать злодеям прозвища (сам он называет это «нэймингом», от англ. to name «называть»). Циско являлся создателем всего оборудования, которое использовал Флэш и некоторые его враги (в частности, Капитан Холод и Тепловая Волна). Однако, несмотря на постоянно хорошее настроение, у Циско много проблем: у него плохие отношения с семьёй, сам себя он винил в смерти жениха Кейтлин (она его впрочем тоже). Циско не сразу стал подозревать, что тоже пострадал во время взрыва ускорителя — когда Флэш изменил события одного дня, он подсознательно запомнил события того дня и с тех пор его мучили кошмары. Только в последней серии сезона он узнал, что стал метачеловеком. Во втором сезоне активно использовал способности, но поначалу боялся их. Позже доктор Уэллс с Земли-2 сделал для него специальные очки, с помощью которых он мог пробуждать свои силы в любой момент. По иронии, свой псевдоним (Вайб) он себе придумал не сам, это сделали Барри и Кейтлин. Во Флэшпоинте его гениальность позволила ему разбогатеть и создать собственную исследовательскую компанию — Ramon Industries. Филиал этой компании в Централ-сити располагался в бывшем здании СТАР Лабс. Также он был обычным человеком и не желал участвовать в борьбе с преступностью, хотя точно известно, что это он создал жёлтый костюм для Уолли Уэста. В пост-Флэшпоинте Циско находился в депрессии после того, как его брата, Данте, сбил пьяный водитель за несколько месяцев до событий третьего сезона. Также он был зол на Барри за то, что тот не вернулся в прошлое и не предотвратил это. К своим очкам Вайба он смастерил ещё и перчатки, которые помогают ему испускать разрушительные волны из ладоней. Борьба с новым врагом, доктором Алхимией, немного отвлекло его от мыслей о брате и к нему частично вернулась жизнерадостность. Первым узнал о том, что Кейтлин стала метачеловеком, некоторое время хранил это втайне, но позже настоял на том, чтобы и вся команда узнала об этом. Его первая встреча с Савитаром вызвала у него настолько сильную головную боль, что он с трудом мог находиться в том же месте. В серии «Живой или мёртвый» встретил Цыганку, охотницу за головами с Земли-19 с такими же способностями, как у него, и начал испытывать к ней симпатию. Его двойник на Земле-2 оказался злодеем-метачеловеком с аналогичными, но более развитыми на момент событий второго сезона способностями (он был способен излучать разрушительные звуковые волны из ладоней, чего Циско делать не мог). Кличка двойника — «Ревёрб». После его гибели Циско забрал себе его очки и перенастроил их на себя, а позже смог усилить свои способности до более высокого уровня, научившись открывать порталы между мирами. Основан на персонаже Вайб. - Первое появление: эпизод «Человек под капюшоном» телесериала «Стрела» (Циско Рамон/Вайб), «Добро пожаловать на Землю-2» (Циско Рамон/Ревёрб) |                         |                            |                            |                            |
| |                         |                            |                            |                            |
| Доктор Харрисон Уэллс Эобард Тоун/Обратный Флэш | Том Кавана, Мэтт Летчер | 1-7                        | 8                          | 9                          |
| Доктор Харрисон Уэллс — имя нескольких персонажей во вселенной сериала. В первом сезоне он позиционировался как создатель ускорителя частиц СТАР Лабс. Для всего мира он после взрыва собственного ускорителя стал инвалидом и парией (хотя это не так). Он помогал Барри развивать свои способности и бороться с металюдьми, играя для него, Кейтлин и Циско роль наставника. Хотя вся команда ему доверяла, в итоге оказалось, что последние 15 лет под этим именем жил Эобард Тоун — убийца матери Барри, также известный как Обратный Флэш. Он не смог вернуться в своё родное время после убийства матери Барри, поскольку внезапно потерял связь с Силой Скорости. Поэтому он убил Уэллса и похитил его внешность, а затем полностью занял его место, но при этом тщательно следил за сохранностью событий, которые помнил, и регулярно совещался для этого со своим ИИ, Гидеон. Желая хотя бы частично вернуть скорость, он использовал для подзарядки различные высокотехнологичные устройства, благодаря которым в определённые моменты времени он мог быть даже сильнее Флэша (одно такое устройство он встроил в своё инвалидное кресло). Несмотря на то, что большую часть времени он мог поступать во благо остальных героев, Тоун всегда преследовал собственные цели, ради достижения которых шёл на похищение или даже убийство. Так он убил Саймона Стэга и репортёра, расследующего это убийство, а также похищал генерала Эйлинга и своего предка Эдди Тоуна. Когда он понял, что не достигнет своих целей согласно первоначальным планам, он восстановил ускоритель и заставил Барри отправиться в прошлое, чтобы спасти его мать. Однако Барри отказался от этой идеи и вернулся в настоящее. Во время борьбы двух спидстеров Эобарда Тоуна развеяло по времени, так как его «дальний родственник» Эдди Тоун выстрелил себе в грудь. Оставил видео-завещание Барри, в котором он сделал тому последний подарок — чистосердечное признание в убийстве его матери, чтобы позволить его отцу выйти на свободу. Главный антагонист первого сезона. Обратный Флэш вернулся во втором сезоне, но эта версия злодея ещё не убивала мать Барри (он всё ещё носил своё изначальное обличье). Выяснилось, что Эобард продолжает существовать из-за временной ременанты, созданной Силой Скорости. Барри удалось поймать его, но затем он помог Тоуну вернуться в будущее, так как Циско начал «стирать» временной парадокс. В эпизоде второго сезона «Возвращение Флэша», события которого происходят в то же время, что и события эпизода первого сезона «Звук и ярость», снова появился Эобард Тоун, скрывающийся под личиной Харрисона Уэллса Земли-1. Несмотря на смерть персонажа, Крайсберг подтвердил, что Том Кавана останется в основном составе и на второй сезон. В этом случае, это — настоящий Харрисон Уэллс (то есть, не Эобард Тоун) с Земли-2. Он являлся уважаемым учёным в своём мире и прошёл через дыру между мирами в СТАР Лабс, чтобы помочь Флэшу бороться с Зумом. Как и Эобард Тоун с Земли-1, Уэллс с Земли-2 ответственен за создание мета-людей в его мире, но, в отличие от Тоуна, пытался предотвратить его влияние на людей, направив взрыв в землю, но это привело к тому, что частицы проникли в электропровода и создали Зума. Уэллс также изобрёл устройства для слежения за мета-людьми и их опознания. В отличие от Тоуна, который скрывал за добродушным видом личину истинного злодея, Уэллс с Земли-2 (которого Циско зовёт «Гарри» для отличия) был высокомерен и нетерпелив. Позже выяснилось, что у него была дочь по имени Джесси, которую похитил Зум, и именно из-за его шантажа Уэллс отправился на Землю-1: Зум велел ему украсть скорость Барри в обмен на жизнь Джесси. Однако в итоге, видя, как хорошо к нему относились Барри и его друзья, он решил рассказать им правду. Барри с пониманием отнёсся к его действиям и предложил отправиться вместе с ним и Циско на Землю-2, чтобы найти Зума и напрямую сразиться с ним. Им это удаётся, но Джесси в итоге не смогла принять то, на какие жестокие поступки её отец был готов пойти ради неё, и поэтому уехала из Централ-сити, чтобы самой исследовать новый мир. Уэллс, в свою очередь, остался в команде Барри. Именно он придумал как вновь вернуть скорость Барри, когда тот пожертвовал ею. чтобы спасти Уолли Уэста — создать новый, очень локализованный, взрыв ускорителя частиц. Однако взрыв зацепил также и Джесси, с которой он к тому времени помирился и которую вернул в Центал-сити, и Уолли Уэста. Джесси впала в кому, что вызывало его беспокойство, но несмотря на это он помог победить Зума, предоставив информацию о прошлой жизни злодея и о его возможных намерениях. После он и очнувшаяся Джесси вернулись на родную Землю. В третьем сезоне они вновь появились на Земле-1 (изменения после Флэшпоинта не коснулись остальных миров), так как у Джесси проявились способности спидстера. Долгое время сопротивлялся тому, чтобы его дочь становилась супергероиней, но постепенно смирился с этим. Также в третьем сезоне появилось ещё четыре версии Уэллса, с которыми связались Циско, Кейтлин и Гарри Уэллс при помощи алгоритма, составленного последним: один из них был в одежде, характерной для Дикого Запада (номер Земли неизвестен); второй был французским мимом и жил в Париже; Гаррисон Уэллс Земли-Прайм (она же Земля-17) и Гаррисон Уэллс Земли-19. Несмотря на то. что Гарри «забраковал» всех, Циско и Кейтлин оценили чувство юмора «Эйч-Эра» (как они назвали Уэллса Земли-19) и выбрали его. Как оказалось они ошиблись с выбором, так как этот Уэллс оказался не учёным, а «лицом кампании», человеком, которого представляли публике и который лишь генерировал идеи, предоставляя воплощать эти идеи другим. Так как человек с его лицом на Земле-1 считался преступником, то он носил специальный световой камуфляж, благодаря которому все, кроме команды Флэша, видели в нём другого человека. Любил разгадывать кроссворды, в СТАР Лабс постоянно ходил с барабанными палочками. В конце сезона спас Айрис от Савитара, но при этом погиб сам. В шестом сезоне вероятно, что все возможные версии Харрисонов Уэллсов погибли в результате событий «Кризиса на Бесконечных Землях» кроме Хариссона «Нэша» Уэллса (основной Уэллс в 6 сезоне), но образы остальных Уэллсов часто проявляют себя в его сознании, в особенности Харрисона «Харри» Уэллса и Эобарда Тоуна. Эобард Тоун основан на Профессоре Зуме, злейшем враге Флэша и самом известном суперзлодее, носившем псевдоним «Обратный Флэш». Хариссон Уэллс и его двойники из различных параллельных миров — одни из персонажей, созданных специально для сериала. - Первое появление: «Пилотная серия» (Эобард Тоун), «Трикстер» (Харрисон Уэллс Земли-1), «Флэш двух миров» (Гарри Уэллс), «Новые негодяи» (Эйч-Эр, Уэллсы Земли-17 и ещё двух неназванных Земель) |                         |                            |                            |                            |
| |                         |                            |                            |                            |
| Джо Уэст | Джесси Л. Мартин        | 1-8                        | 9                          | -                          |
| Джо Уэст — детектив полиции Централ-сити, отец Айрис и приёмный отец Барри. В прошлом именно он арестовал Генри Аллена, а потом взял Барри к себе и вырастил его как собственного сына, хотя Барри почти никогда не называет его папой. В первом сезоне Джо Уэст стал первым человеком не из Лаборатории СТАР, который узнал тайну Барри. Узнав о металюдях, он возобновляет дело о смерти матери Барри. Именно его идеей было то, чтобы все скрывали от Айрис тайну Барри. Так как ему было известно о металюдях и он знал секрет Барри, Джо часто вёл дела, связанные со всеми врагами Флэша, тем самым привлекая к ним и Эдди как своего напарника. Джо в душе добрый и отзывчивый человек. После того, как он поверил Барри, он часто делал всё возможное, чтобы отец и сын могли поговорить лицом к лицу. Также он ещё раньше самих Барри и Айрис понял, какие у них отношения (как впрочем, и то, что его напарник и дочь встречаются). Долгое время подозревал Уэллса в убийстве матери Барри, в итоге его усилия помогли раскрыть правду. Во втором сезоне Джо продолжил заботиться о Барри и Айрис, но внезапно вернулась его жена Франсин, мать Айрис, которую всё это время считали мёртвой. Выяснилось, что на самом деле она была наркоманкой, и Джо отправил её в другой город на лечение, откуда она так и не вернулась. Сначала они пытались её простить, но затем оказалось, что на самом деле во время лечения она была беременна и все эти годы сама растила Уолли, младшего брата Айрис и сына Джо. Так как Франсин умирала от синдрома Макгрегора, она решила рассказть Джо о существовании Уолли и передать сына ему на попечение. Хотя эта новость свалилась на всю семью как камень, вскоре Джо смог сблизиться с сыном. Он помог ему пойти в колледж, позднее, когда Уолли нечем было платить за общежитие, предоставил комнату в своём доме Во Флэшпоинте Джо практически не общался с Барри, так как тот никогда не воспитывался в его доме. Также он, судя по всему, не слишком любил свою работу. После восстановления исходной линии времени оказалось, что Джо и Айрис всё ещё в ссоре после того, как Джо скрыл от дочери факт, что её мать всё ещё жива, а также что у неё есть брат. Тем не менее, впоследствии, не без участия Барри, им удалось помириться. Одной из главных проблем для Джо в третьем сезоне стало стремление Уолли обрести сверхскорость и бороться с преступниками. Он постоянно опекал сына, пытается вразумить, но в итоге понял, что мечты Уолли сильнее этого. Тем не менее, когда тело Уолли завернулось в кокон Доктора Алхимии, он приложил все усилия, чтобы извлечь его оттуда, вплоть до того, что сам попытался его вырезать. Это чуть не навредило Уолли, и Джо осознал свою ошибку. Двойник Джо на Земле-2 никогда не был полицейским. Он работал певцом в джаз-клубе «Джиттерс» (который является кофейней на Земле-1) и не ладил со своим зятем Барри, считая что Барри виновен в том, что его дочь работает в полиции во время террора Зума. Был ранен Смертельным Штормом, погиб в больнице. Персонаж создан специально для сериала. - Первое появление: «Пилотная серия» (Джо Земли-1), «Добро пожаловать на Землю-2» (Джо Земли-2) |                         |                            |                            |                            |
| |                         |                            |                            |                            |
| Уолли Уэст | Кинан Лонсдейл          | 2-4                        | -                          | 5-6,9                      |
| Уолли Уэст — младший брат Айрис и сын Джо и его бывшей жены Франсин, о существовании которого они не знали до событий второго сезона. Во втором сезоне, Айрис встретилась с Фрэнсин Уэст, её матерью, которая ушла от семьи много лет назад. Джо тогда сказал Айрис, что её мать умерла. Фрэнсин раскрывает что ей осталось жить менее года из-за синдрома Макгрегора, и она хочет провести этот год с дочерью. Айрис отказалась знать мать, так как, используя свои контакты, выяснила, что Фрэнсин продолжает лгать — у неё родился сын через 8 месяцев после того, как она ушла от семьи. Уолли позже появляется сам и начал постепенно сближаться с сестрой и отцом, а также сдруживается с Барри. В эпизоде второго сезона «Потенциальная энергия» выяснилось, что он уличный гонщик и адреналиновый наркоман, зависящий от ощущения скорости. Тем не менее он показал выдающиеся способности к инженерии и вскоре поступает в колледж. На время учёбы он переезжает к отцу и становится заложником Зума (злодей потребовал скорость Флэша в обмен на жизнь Уолли). Так как Флэш спас ему жизнь, в Уэсте-младшем появляется желание всегда и везде помогать людям. Когда Зум вернулся, его вместе с Джесси, дочерью Гарри Уэллса, прячут в тайной комнате Эобарда Тоуна, но они выбираются из неё и попадают под облучение второго взрыва ускорителя частиц. В отличие от Джесси Уолли практически сразу приходит в себя, но его отец ещё некоторое время подозревал, что он мог стать метачеловеком. Во Флэшпоинте Уолли Уэст был гонщиком и изобретателем. Он разработал специальную азотную смесь, которая позволяет эффективно отдавать энергию двигателю. Во время испытаний формулы в машину ударила молния и Уолли оказался в коме на девять месяцев. Проснувшись, он обнаружил у себя способности спидстера. Он взял себе псевдоним Флэш (хотя СМИ упорно называли его Кид-Флэшем) и начал бороться с преступностью, а Айрис стала его тайной помощницей. Его архиврагом стал другой спидстер — Эдвард Клэрисс/Конкурент. В последней битве с ним Уолли получил серьёзные ранения. Отчасти из-за этого Барри вынужден был восстановить исходную временную линию. В пост-Флэшпоинте Уолли снились сны о том, кем он был в альтернативной временной линии, и стал почти одержим поисками способа обрести силу, что серьёзно беспокоило его отца. В конце концов он услышал голос доктора Алхимии и согласился стать приманкой для злодея. Тем не менее, после того, как Алхимия был арестован, Уолли схватил философский камень, его тело завернулся в кокон, а когда его оттуда извлекают, он, наконец, обретает долгожданные силы. После этого он начал тренировку и по словам его друзей из СТАР Лабс он развивал свои способности быстрее Барри, из-за чего последний решил, что единственный, у кого в будущем хватит скорости спасти Айрис от Савитара — Уолли. Параллельно Уолли помогает барри бороться с преступностью и становится популярным супергероем Кид-Флэшем. Под влиянием Савитара у него начались видения, в результате чего Уолли попал в ловушку в Силе Скорости, откуда его потом вызволили Джей Гарик и Флэш. Тренировался, чтобы спасти Айрис, но в самый ответственный момент не смог помочь, так как незадолго до этого Савитар сломал ему ногу. Персонаж основан на супергерое Уолли Уэсте, который в комиксах является первым Кид Флэшем, и третьим Флэшем. - Первое появление: «Бег на месте» |                         |                            |                            |                            |
| |                         |                            |                            |                            |
| Клиффорд Де'Во / Мыслитель | Нил Сэндилэндс          | 4                          | -                          | -                          |
| Клиффорд Де’во - кроткий профессор и метачеловек со сверхчеловеческим интеллектом, который стремится исправить все, что он считает неправильным в человечестве, как Мыслитель и главный антагонист четвёртого сезона. Его характер был предвосхищен Аброй Кадаброй и Савитаром как будущим противником команды Флэша. Он и его жена Марлиз создают "Мыслящий колпак" и используют ускоритель частиц для его питания, но его темная материя высасывает энергию из его тела и оставляет его с боковым амиотрофическим склерозом. Они строят парящее кресло, чтобы улучшить его, но он развивает бог комплексует и становится апатичным и бесчувственным. Он организует освобождение Барри от Силы Скорости, чтобы создать 12 конкретных металюдей, тела которых он затем крадет, чтобы получить их силы. Кендрик Сэмпсон,Шугар Лин Бирд,Миранда Макдугалл, Артуро Дель Пуэртои Хартли Сойер изображают Дево в разных телах хозяина. - Первое появление: «Возрождение Флэша» |                         |                            |                            |                            |
| |                         |                            |                            |                            |
| Сесиль Хортон Уэст | Даниэль Николет         | 5-9                        | 3-4                        | 1                          |
| Сесиль Хортон - окружной прокурор Сентрал-Сити и близкий друг Джо Уэста. Время от времени она давала ему юридические консультации, и в конце концов они начали встречаться. Будучи беременной его дочерью Дженной, она становится метачеловеком и развивает способности к сопереживанию, а позже и телекинез. Из-за этого она начинает специализироваться на метачеловеческих делах. Она часто помогает команде Флэша , а также у неё есть старшая дочь по имени Джоани. - Первое появление: «Кто такой Харрисон Уэллс?» |                         |                            |                            |                            |
| |                         |                            |                            |                            |
| Ральф Дибни / Удлиняющийся человек | Хартли Сойер            | 5-6                        | 4                          | -                          |
| Ральф Дибни- частный детектив, специализирующийся на делах о супружеской неверности и метачеловек, обладающий способностью растягивать свое тело до сверхчеловеческих длин и размеров, что также позволяет ему превращаться в других людей. Ранее он был детективом CCPD, пока Барри не разоблачил его за подбрасывание улик. Он приобретает свои способности благодаря воздействию темной материи (которая была создана Мыслителем) и стабилизируется в S.T.A.R. Labs, где Барри решает дать ему второй шанс. Он становится активом команды Флэша, известной как Удлиненный Человек. В последующие сезоны он развивает партнёрские отношения со Сью Дирбон. - Первое появление: «Длительное путешествие в ночь» |                         |                            |                            |                            |
| |                         |                            |                            |                            |
| Нора Уэст-Аллен / XS | Джессика Паркер Кеннеди | 5                          | 4,7-8                      | 9                          |
| Нора Уэст-Аллен-представлена как таинственная девушка со сверхскоростью. Впервые её видят на свадьбе Барри и Айрис, и она взаимодействует с командой Флэша на протяжении всего сезона. После того, как она помогла Барри остановить спутницу Мыслителя, она выдает себя за его дочь и Айрис из 2049 года. Поскольку она из будущего, определённые действия в настоящем меняют основные части её истории на протяжении всего сериала. Её молния изначально желто-фиолетовая, отсылающая к молнии обоих её родителей. - Первое появление: «Кризис на Земле-X, Часть 1» |                         |                            |                            |                            |
| |                         |                            |                            |                            |
| Орлин Дуайер / Цикада | Крис Клейн              | 5                          | -                          | -                          |
| Орлин Дуайер - один из двух главных антагонистов пятого сезона. Он получает свои способности после удара обломком спутника Мыслителя, который также оставляет его племянницу Грейс в коме. Разъяренный этим и потерей её матери (его сестры) в результате более раннего инцидента с метачеловеком, он клянется истребить всех металюдей, используя телекинетический кинжал, который может свести на нет их способности. Команда Флэша называет его «Цикада». Втайне ему и Грейс помогает доктор Амбрес. - Первое появление: «Нора» |                         |                            |                            |                            |
| |                         |                            |                            |                            |
| Мар Нову / Монитор | Ламоника Гарретт        | 6                          | -                          | 5                          |
| Мар Нову - мультивселенское существо, которое использует Книгу Судьбы, чтобы проверить Земли, чтобы увидеть, способны ли они противостоять надвигающемуся кризису. Примечательно, что он уничтожает Землю-90 и даёт Книгу Судьбы Джону Дигану, чтобы проверить героев Земли-1. - Первое появление: «Прошлое — это лишь пролог» Анти-Монитор - мультивселенное существо, которое замышляет уничтожить все Земли в мультивселенной с помощью своих сил антиматерии, чтобы осталась только вселенная антиматерии. - Первое появление: «Последнее искушение Барри Аллена, часть 2» |                         |                            |                            |                            |
| |                         |                            |                            |                            |
| Ева МакКалла / Зеркальный монарх | Эфрат Дор               | 6-7                        | -                          | -                          |
| Ева МакКаллох - квантовый инженер, соучредитель McCulloch Technologies и жена её генерального директора Джозефа Карвера, который оказался в ловушке в Зеркальной вселенной после взрыва ускорения частиц. Она начинает втягивать людей (особенно Ирис) и создает зеркальных самозванцев этих людей, чтобы помочь ей сбежать, чтобы она могла отомстить Карверу за то, что он бросил её. Позже она обнаруживает, что сама является зеркальной копией и что настоящая Ева погибла во время взрыва, и замышляет заменить всех зеркальными копиями в качестве Зеркального Монарха. Она основана на персонаже DC Comics Эване МакКаллохе / Мастере зеркал и является главным антагонистом второй половины шестого сезона и первых трех эпизодов седьмого сезона. - Первое появление: «Девушка по имени Сью» |                         |                            |                            |                            |
| |                         |                            |                            |                            |
| Алегра Гарсиа | Кайла Комптон           | 7-9                        | 6                          | -                          |
| Аллегра Гарсия — молодой метачеловек со способностями, основанными на электромагнитном спектре . В детстве она была заключена в тюрьму в Айрон-Хайтс за участие в банде под названием Араньяс вместе со своей кузиной Эсперансой, с которой у неё натянутые отношения. Она присоединяется к Team Flash и Team Citizen после того, как Барри и Сесиль доказывают её невиновность в деле об убийстве, и связывается с Нэшем после того, как обнаруживает, что он был отцом её коллеги с Земли-719 Майи. В девятом сезоне она встречается с Честером. Комптон также изображает двойника Аллегры с Земли-719 Майю, которая путешествовала с Нэшем по мультивселенной, прежде чем умереть во время экспедиции на Землю-13. На временной шкале Reverse-Flashpoint Аллегра рассталась с Честером. Алекс Дэнверс убеждает их возобновить отношения - Первое появление: «Вспышка молнии» |                         |                            |                            |                            |
| |                         |                            |                            |                            |
| Честер Пи Ранк | Брандон Мак-Найт        | 7-9                        | 6                          | -                          |
| Честер П. Ранк — ученый с онлайн-последователями, который верит в то, что его код должен оставаться открытым. Он встречает Команду Флэша после того, как случайно открыл чёрную дыру, которая сливается с его сознанием. После того, как Флэш спасает его, а Сесиль помогает ему наладить свою жизнь, он начинает помогать команде Флэша в качестве технического специалиста. В девятом сезоне он начинает встречаться с Аллегрой. На временной шкале Reverse-Flashpoint Честер дружит с Райаном Чоем и расстался с Аллегрой. Алекс Дэнверс убеждает их возобновить отношения. - Первое появление: «В чёрную дыру» |                         |                            |                            |                            |
| |                         |                            |                            |                            |
| Марк Блейн / Чиллблейн | Джон Кор                | 9                          | 7-8                        | -                          |
| Марк Блейн / Чиллблейн — бывший ученый Ivo Laboratories, уволенный за создание микрочипа, который он использовал для усовершенствования своей криогенной технологии. Назвав себя Chillblaine, он крадет его обратно и обвиняет Фроста в убийстве. Однако его увлечение и продолжающиеся стычки с ней побуждают его стать лучше, и они начинают встречаться. Он впадает в депрессию, когда Фрост проходит борьбу со Штормом Смерти и посвящает себя её воскрешению, и приходит в ярость, когда Хиона появляется в теле Кейтлин и решает жить своей собственной жизнью. Он ненадолго присоединяется к Красной Смерти и Разбойникам в обмен на воскрешение Фроста, но в конечном итоге снова присоединяется к Команде Флэша. - Первое появление: «Растущая боль» |                         |                            |                            |                            |

## Расширенная Вселенная
Ниже представлены персонажи, приглашённые и повторяющиеся, которые появлялись в нескольких сериалах Вселенной Стрелы, в том числе и «Флэше»
- Банда «Флэш Рояль» — банда грабителей, собранная из членов семьи и использующая символику игральных карт. Имеет камео в начале эпизода «Звук и ярость».
- Бри Ларван / Жукоглазый бандит (Эмили Кинни) — учёный-робототехник, работавшая на Mercury Labs, но её выгнали, когда выяснили, что она размещает на пчёлах-роботах (изначально предназначенных для сельского хозяйства) оружие. Использовала своё творение, чтобы отомстить тем, кто её уволил. Вступила в конфронтацию с Флэшем, а также Рэем Палмером и Фелисити, и проиграла. Отправлена в Айрон Хайтс. Впоследствии сбежала оттуда и направилась в Стар-сити с целью отомстить Фелисити. Возвращается в 5 сезоне.
- Вандал Сэвидж (Каспер Крамп[англ.])[8] — бессмертный возрастом в 6 000 лет, который на протяжении всей истории человечества манипулировал королями и тиранами, чтобы получить власть над миром. В древности был древнеегипетским жрецом по-имени Хат-Сет. Впервые появился в ежегодном кроссовере 2015 года, в котором пытался убить Кендру и Картера, но потерпел поражение от Флэша и Стрелы. Впоследствии, так как только Кендра или Картер способны убить его окончательно, возродился и захватил весь мир. Главный антагонист первого сезона «Легенд завтрашнего дня».
- Дж’онн Дж’онзз / Марсианский охотник (Дэвид Хэрвуд)[9] — супергерой-марсианин с Земли-38 (мира Супергёрл), последний из представителей своей расы. В кроссовере «Дуэт» вместе с Мон-Элом принёс Супергёрл на Землю-1 после того, как супергероиню загипнотизировал Музыкальный мастер.
- Джейк Симмонс / Дезболт (Даг Джонс) (†) — метачеловек со способностью вырабатывать и использовать в качестве оружия энергию плазмы. В эпизоде «Атмосфера безумия» вместе с другими злодеями-металюдьми сбежал, когда их пытались перевезти из тюрьмы в ускорителе частиц в тюрьму на Лиан Ю. В процессе побега его убил Леонард Снарт при помощи замораживающей пушки. Примечателен тем, что во время взрыва ускорителя частиц не находился в Централ-сити, поэтому непонятно то, как он получил свои способности.
- Джефферсон «Джекс» Джексон / Огненный Шторм (Франц Драмех) — бывшая школьная звезда спорта. Парень оставил карьеру спортсмена из-за ужасной травмы, полученной во время взрыва Лаборатории СТАР. На момент событий второго сезона работает автомехаником. Как Огненный Шторм был представлен в серии «Ярость Огненного Шторма». Сейчас фигурирует в сериале «Легенды завтрашнего дня» и кроссоверах с ним.
- Джон Диггл / Спартанец (Дэвид Рэмси) — бывший телохранитель и лучший друг Оливера Куина. Появляется в кроссоверах с сериалом «Стрела» — «Флэш против Стрелы», «Легенды сегодняшнего дня» и «Король акул».
- Дэмиен Дарк (Нил Макдонаф)[10] — глава организации У. Л. Е. Й. Враг Зелёной стрелы.
- Ева Техмейкер (Андреа Брукс[англ.])[11] — на Земле-38 (в мире Супергёрл) является ассистенткой Джеймса Олсена в CatCo Media.
- Кара Зор-Эл / Кара Денверс / Супергёрл (Мелисса Бенойст)[12] — с Земли-38, главная героиня телесериала «Супергёрл». Подруга Флэша. В серии «Вторжение» Флэш при помощи способностей Циско перенёс её в свою вселенную, чтобы она помогла помочь им бороться с Доминаторами. Циско затем подарил ей устройство, позволяющее ей связываться с ними и перемещаться между двумя мирами по желанию. В кроссовере «Дуэт» некоторое время находилась на Земле-1 после того, как её загипнотизировал и отправил в сон-мюзикл Музыкальный мастер.
- Картер Холл / Человек-ястреб (Фальк Хенчель)[13] — последняя реинкарнация египетского принца Хуфу, которому суждено перерождаться вместе с его родственной душой и единственной любовью, Кендрой. Картер может использовать силу древнего египетского бога Гора и превращаться в крылатого воина, известного как Человек-ястреб. Вместе с Кендрой был приглашён в команду Рипа Хантера, так как только они могли окончательно убить Вандала Сэвиджа, и некоторое время фигурировал в сериале «Легенды завтрашнего дня». Его текущая версия была убита, но его реинкарнация из будущего заменила его и сейчас живёт с Кендрой в Сент-Рохе.
- Кендра Сандерс / Орлица (Сиара Рене) — девушка, являющаяся реинкарнацией древней воительницы с крыльями. Впервые замечена в финале серии «Достаточно быстро», когда она прибывает в Централ-сити как раз в то время, когда над Лабораторией СТАР образуется сингулярность. Впоследствии эпизодически появляется в сериях второго сезона в качестве бариссы кафе «Джиттерс». Потенциальный любовный интерес Циско. Вместе с Картером была приглашена в команду капитана Хантера, так как только они могут окончательно убить Вандала Сэвиджа, и некоторое время фигурировала в сериале «Легенды завтрашнего дня». В данный момент живёт в Сент-Рохе с реинкарнацией Картера
- Капитан Квентин Лэнс (Пол Блэкторн) — капитан полиции Старлинг-сити, отец Лорел Лэнс /Чёрной Канарейки и Сары Лэнс / Белой Канарейки. Появился в эпизоде «Кто такой Харрисон Уэллс?», в котором помогал Джо Уэсту и Циско расследовать обстоятельства аварии, в которой погиб настоящий Харрисон Уэллс с Земли-1 и его невеста, Тесс Морган. В серии-кроссовере Кризиса на Земле-X (4 сезон 8 серия) появился Лэнс с Земли-X, где был верным подчинённым Чёрной Стрелы (злой версии Оливера Куина с Земли-X).
- Лайла Майклс (Одри Мари Андерсон)[14] — жена Джона Диггла, бывший оперативник организации АРГУС. В серии «Король акул» раскрывается. что она возглавила организацию после смерти Аманды Уоллер и пытается справиться с тем хаосом, который та оставила после себя. Помимо прочего, упоминается, что они держали Короля акул в специальном охраняемом бассейне, чтобы впоследствии использовать его. Однако злодей сбежал и направился в Центарл-сити, поэтому Лайла и Диггл обратились за помощью к Флэшу, чтобы вновь поймать его. Также появляется в эпизоде «Улица Инфантино», в котором Барри Аллен пытается добыть двигатель Доминаторов из хранилища А. Р. Г. У. Са.
- Леонард Снарт / Капитан Холод (†) (Уэнтворт Миллер) — грабитель с тяжёлым детством. После того, как Флэш сорвал очередное ограбление (эпизод «Во все тяжкие»), Снарт обзаводится замораживающим пистолетом, а затем пытается нанести поражение Флэшу в бою. После битвы в поезде сбегает, забрав с собой оружие, украденное из Лаборатории СТАР. После этого Снарт отдаёт своему бывшему сообщнику Мику Рори огнемёт, созданный в лаборатории. Возвращается в эпизоде «Месть негодяев» вместе с Миком и пытается поймать Флэша. Позже привлекает к преступным деяниям свою сестру, Лизу Снарт, и основывает команду Негодяев. В эпизоде «Время негодяев» выпытывает у Циско тайну личности Флэша, которую потом согласно уговору скрывает. В эпизоде «Атмосфера безумия» его и Негодяев привлекают для перевозки заключённых из тюрьмы в ускорителе, но он обманывает всех, дав заключённым сбежать. Также он убивает Дезболта. В серии «Семья негодяев» видно, что он заботится лишь о своей младшей сестре, Лизе (которая, впрочем, тоже является членом Негодяев), так как готов на любое преступление чтобы сохранить ей жизнь. В серии «Бег на месте», Марк Мардон освобождает его из тюрьмы чтобы вместе убить Барри, однако Снарт отказывается и предупреждает Барри. Был приглашён в команду капитана Хантера и некоторое время фигурировал в сериале «Легенды завтрашнего дня», уже как герой. Пожертвовал собой, чтобы уничтожить «Око» и спасти команду Легенд. Впоследствии показаны несколько его более молодых версий. В серии третьего сезона «Новые негодяи» Снарт появляется во флэшбеке: как выяснилось, Сэм Скаддер и Роза Диллон (будущие Магистр зеркал и Волчок) когда-то состояли в его банде, но неожиданно захотели выйти из неё. В ходе ссоры завязалась перестрелка и в этот момент взорвался ускоритель частиц. В эпизоде «Улица Инфантино» Барри Аллен находит его в прошлом, когда он и остальные Легенды находятся в Сибири, и нанимает, чтобы выкрасть двигатель Доминаторов из хранилища А. Р. Г. У. Са.
  - В эпизоде «Добро пожаловать на Землю-2» упоминается двойник Снарта с Земли-2, который является мэром Централ-сити.
    - В эпизоде «Кризис на Земле X, третья часть» появляется двойник Снарта. Этот Снарт дружелюбен, ненавидит огонь и предпочитает чтобы его звали Лео. Также к Лео за помощью обращаются Барри и Циско в 19 серии 4 сезона.
- Лили Штайн (Кристина Брукато) — дочь профессора Мартина Штайна, члена команды Легенд. Впервые появилась в воспоминаниях своего отца после того, как тот, уговорив свою молодую версию уделять больше времени семье, создал временной парадокс — до этого у Штайна не было детей. Вне воспоминаний появляется в первой и третей частях кроссовера «Вторжение!»[15]. Позже рожает сына Рональда, названного в честь Ронни Рэймонда.
- Лорел Лэнс / Чёрная канарейка[16][17] (Кэти Кэссиди) — адвокат, обладает острым чувством справедливости, поэтому если считает что клиент невиновен, то готова просить помощи у Стрелы. В прошлом была девушкой Оливера. Дочь детектива / капитана Квентина Лэнса. После гибели сестры начала обучаться боевым искусствам и стала супергероиней Чёрной Канарейкой. Появилась в эпизоде «Кто такой Харрисон Уэллс?», в котором познакомилась с Циско и обратилась к нему за помощью — создать звуковой девайс, при помощи которого можно использовать в бою во много раз усиленный крик. Также участвует в битве против Вандала Сэвиджа (события ежегодного кроссовера 2015 года).
  - Лорел Лэнс / Чёрная сирена (Кэти Кэссиди)[16][18] — двойник Чёрной канарейки с Земли-2, является метачеловеком со способностью издавать очень громкий крик (в отличие от Лорел Земли-1, у которой эта способность имелась благодаря особому устройству). Работала на Зума, разрушая своим криком небоскрёбы Централ-сити. После сбежала. В дальнейшем фигурирует в телесериале «Стрела».
- Льюис Снарт (†) (Майкл Айронсайд)[19] — бывший полицейский и профессиональный преступник, деспотичный отец Леонарда Снарта / Капитана Холода и Лизы Снарт / Золотого Глайдера. По возвращении в город он намерен осуществить некий план, цена которому — безопасность его детей. Был убит своим сыном за то, что пригрозил убить его сестру (свою дочь), если сын не будет на него работать. В молодости пытался украсть изумруд, за что и попал в тюрьму (подробнее об этом рассказано в одном из эпизодов «Легенд завтрашнего дня»)
- Малкольм Мерлин / Тёмный Лучник / Ра’с аль Гул (Джон Барроумэн)[20] — лидер Лиги Убийц, один из врагов Оливера Куина / Зелёной стрелы и биологический отец Теи Куин. В серии «Легенды сегодняшнего дня» он делится с Оливером и Барри информацией о Вандале Сэвидже. В кроссовере «Дуэт» появляется его двойник из сна-мюзикла Кары и Барри — Головорез Моран, гангстер, владеющий ночным клубом.
- Доктор Мартин Штайн / Огненный Шторм (†) (Виктор Гарбер) — учёный, специалист по трансмутации вещества и создатель матрицы Огненного Шторма (проект О. Г. Н. Е. Ш. Т. О. Р. М.). Приехал в Централ-сити в канун открытия ускорителя частиц СТАР Лабс. Когда ускоритель взорвался, он проводил опыты с матрицей недалеко от здания, и в результате его разум и матрица оказались заточены в теле сотрудника СТАР Лабс Ронни Рэймонда. Сбитый с толку Мартин долгое время пытался убедить родных и близких в том. что это он, но безрезультатно, и в итоге он стал бродягой и мета-человеком, известным как «пылающий человек». Самого Штайна впервые можно увидеть в серии «Схожу от тебя с ума», на записи происходящего недалеко от здания СТАР Лабс. Впоследствии при помощи переделанного тахионного ускорителя было сделано устройство разделившее Мартина и Ронни, но так как матрица была всё ещё внутри них обоих, Штайн продолжал чувствовать многое из того, что чувствует Ронни. В борьбе с генералом Эйлингом и его солдатами оба научились сливаться в Огненного Шторма таким образом, чтобы Ронни сам контролировал тело, а Штайн лишь давал советы в его сознании. Позже решил уехать в Питтсбург, где живёт его друг, который сможет научить контролировать силы Огненного Шторма и пригласил Рэймонда с собой. В серии «Атмосфера безумия» они возвращаются, чтобы помочь команде Флэша в борьбе с Обратным Флэшем. Из флэшбека премьеры второго сезона, «Человек, который спас Централ-сити», становится известно, что Ронни погиб при выжигании сингулярности. После этого события Мартин Штайн помогает Флэшу лишь своим интеллектом, но где-то через полгода матрица Огненного Шторма в нём начинает умирать, отчего Штайн периодически теряет сознание, вспыхивая синим пламенем. Чтобы спасти его Кейтлин и Циско разыскали для него двух кандидатов на вторую половину Огненного Шторма, из них двоих ею оказался автомеханик по имени Джакс. Был приглашён в команду Рипа Хантера и сейчас фигурирует в сериале «Легенды завтрашнего дня». В процессе путешествия с Легендами не раз встречал свою более молодую версию, одна из этих встреч привела к тому что у Штайна появилась взрослая дочь Лили, которой раньше не существовало. Умер на волнолете.
  - В серии «Добро пожаловать на Землю-2» появляется Смертельный Шторм — злой двойник Огненного Шторма. О Мартине Штайне Земли-2 известно лишь то, что его личность постоянно подавляется Ронни Рэймондом Земли-2. Вероятно, погиб, когда Зум убил Смертельного Шторма.
- Мик Рори / Тепловая Волна (Доминик Перселл) — неуравновешенный пироман, сообщник Леонарда Снарта. Впервые появляется в конце эпизода «Во все тяжкие», когда Снарт передаёт ему украденный в лаборатории СТАР огнемёт. Позже (в эпизоде «Месть Негодяев») появляется в образе Тепловой Волны и, объединившись с Капитаном Холодом, пытается поймать Флэша. Возвращается в эпизоде «Время Негодяев», где снова действует с Капитанов Холодом, сначала заняв место местного криминального авторитета, а вернув свой огнемёт — совершая нападения на транспорт. Был приглашён в команду капитана Хантера и сейчас фигурирует в сериале «Легенды завтрашнего дня» уже как герой.
- Мон-Эл / Майк Мэтьюз (Крис Вуд)[9] — супергерой с Земли-38 (мира Супергёрл), родом с планеты Даксам, находящейся в той же системе, что и Криптон когда-то. В кроссовере «Дуэт» вместе с Марсианским охотником принёс на Землю-1 Супергёрл, которую загипнотизировал Музыкальный мастер.
- Музыкальный мастер (Даррен Крисс)[21] — миролюбивая сущность из другого измерения, обладающая способностью гипнотизировать взглядом, создавая в снах людей иную реальность, и использовать способности металюдей, пока те в этой реальности находятся. Сначала появился в одном из эпизодов сериала «Супергёрл», в котором загипнотизировал Кару, создав в её снах мир, похожий на мюзикл, а в кроссовере «Дуэт» отправил к ней и Флэша. По его словам, делал это, чтобы наладить личную жизнь обоих героев.
- Оливер Куин / Зелёная Стрела (†) (Стивен Амелл) — проведя на острове пять лет, по возвращении в родной город Старлинг-сити становится героем по прозвищу Стрела. В «Пилотной серии» советует Барри стать защитником Централ-сити. В эпизоде «Атмосфера безумия» появляется вместе с Огненным Штормом чтобы помочь Барри победить Обратного Флэша. Оливер обезвреживает злодея стрелой с нанороботами, разработанными Рэем Палмером, чтобы замедлять скорость. Появляется во всех ежегодных кроссоверах («Флэш против Стрелы», «Герои объединяются», «Вторжение!»,"Кризис на Земле-X", «Иные миры» и «Кризис на Бесконечных Землях»)
- Рэй Палмер / Атом (Брэндон Раут) — крупный бизнесмен и новый владелец Квин Консолидейтед. Использует высокотехнологичный костюм, чтобы бороться с преступностью. В эпизоде «Команда звёзд» прилетел в своём костюме в Лабораторию СТАР, чтобы найти способ модифицировать его. Также обожает давать клички злодеям как и Циско. Вступает в противостояние с Бри Ларван и при помощи Фелисити и команды Флэша побеждает её. В данный момент является одним из главных героев «Легенд завтрашнего дня» и появляется во всех кроссоверах с данным сериалом.
- Саманта Клейтон(†) (Анна Хопкинс)[22][23] — бывшая девушка Оливера Куина и мать его ребёнка, Уильяма. Когда-то случайно забеременела от Оливера и вынуждена была переехать по настоянию Мойры Куин. В серии «Флэш против Стрелы» Оливер встретил её в кафе Джиттерс, что говорит о том, что она живёт в Централ-сити. В серии «Легенды сегодняшнего дня» Оливер узнаёт. что у него есть сын, но вынужден скрывать это ото всех, так как в противном случае Саманта запретит ему общаться с мальчиком.
- Сара Лэнс / Белая канарейка (Кейти Лотц)[24] — сестра Лорел Лэнс, бывший член Лиги убийц. После того, как её воскресили в Яме Лазаря, периодически испытывает приступы жажды крови. Присоединилась к Легендам с целью победить Сэвиджа, а после победы над злодеем и внезапного исчезновения лидера команды, Рипа Хантера, заменила его на посту капитана.
- Тея Куин / Спиди (Уилла Холланд)[20] — единоутробная сестра Оливера Куина и биологическая дочь Малкольма Мерлина. Является супергероиней по прозвищу Спиди. В серии «Легенды сегодняшнего дня» помогает Оливеру и Барри победить Вандала Сэвиджа. Также появляется в кроссоверной арке «Вторжение!», где попала под гипноз Доминаторов и пыталась убить Оливера и Барри.
- Уильям Токман / Король Часов (Роберт Неппер) — преступник, рассчитывающий все свои преступления по секундам. В эпизоде «Перебои в питании» его приводят в Полицейское управление Централ-сити. Когда из-за аварии, устроенной Фаруком Джебраном, исчезает электричество во всём городе, Токман берёт здание в заложники. Но вскоре Токман был ранен выстрелом Айрис и снова арестован.
- Уинн Шот-младший (Джереми Джордан)[9] — друг и помощник Супергёрл, с Земли-38. Появляется в кроссовере «Дуэт» как пианист Грейди из сна-мюзикла Кары и Барри.
- Фелисити Смоук / Око (Эмили Бетт Рикардс) — специалист в области информационных технологий, являющаяся помощницей Стрелы. В эпизоде «Во все тяжкие» приезжает в Централ-сити для того, чтобы навестить Барри Аллена после выхода из комы. Также вместе с Джоном и Оливером появляется в эпизоде «Флэш против Стрелы», чтобы получить информацию о нападениях злодея, использующего бумеранги. В эпизоде «Команда звёзд» появляется в Лаборатории СТАР вместе с Рэем Палмером, чтобы помочь с модификацией костюма Атома, но вместо этого помогает Флэшу и Атому бороться с Бри Ларван / Жукоглазой бандиткой. Также появляется в сериях «Легенды сегодняшнего дня» и «Вторжение!».
- Флойд Лоутон (Майкл Роу[англ.])[25] — на Земле-2 детектив Полицейского управления Централ-сити, напарник детектива Айрис Уэст. Крайне плохо владеет огнестрельным оружием, за что получил шуточное прозвище «Дэдшот».
  - Флойд Лоутон является двойником одного из врагов Оливера Куина / Зелёной стрелы — убийцы-снайпера Дэдшота.
- Мар Нову / Монитор (Ламоника Гаррет[англ.]) — могущественное существо путешествующее между разными вселенными.
- Джон Диган (Джереми Дэвис) — психиатр из лечебницы Аркхэм. Пытался изменить реальность с помощью Книги судеб которую получил от Монитора но, был побеждён Зелёной стрелой и Флэшем.
- Кларк Кент / Супермен (Тайлер Хеклин) — супергерой с земли-38, двоюродный брат Кары Дэнверс / Супергёрл. Помогает нашим героям остановить А. М.А. З.О.
- Лоис Лэйн (Битси Таллок) — журналистка из Дэйли Плэнет. Жена Кларка.

## Второстепенный состав

### Первый сезон
- Генри Аллен (†) (Джон Уэсли Шипп[англ.]) — отец Барри, ошибочно обвинённый в убийстве его матери и в данный момент отбывающий срок в тюрьме. Примечательно то, что на протяжении событий серий несколько раз покидал стены тюрьмы, каждый раз по разным причинам. (Джон Уэсли Шипп, снявшийся в роли Генри Аллена, ранее был звездой сериала «Флэш», в котором играл Барри Аллена). Был выпущен из тюрьмы Айрон Хайтс после честного признания в убийстве от Гарисона Уэлса/Эобарда Тоуна, найденного на флэш-носителе в конце серии «Человек, который спас Централ Сити». Упоминает, что девичья фамилия его матери — Гаррик. Убит Зумом.
  - В серии «Добро пожаловать на Землю-2» упоминается двойник Генри Аллена с Земли-2. Он всё ещё живёт с женой и готовится к путешествию на Атлантиду.
  - Джей Гаррик — двойник Генри Аллена с Земли-3, является Флэшем. Зум нашёл Джея на Земле-3 и взял его в плен с целью украсть его скорость и восстановить свои разрушающиеся клетки. После того, как все попытки это сделать, провалились, злодей оставил Джея в живых в качестве трофея и надел на него железную маску, которая блокировала способности и лишала возможности говорить. После Зум решил притвориться Флэшем на Земле-2 и решил использовать личность Джея. После поражения злого спидстера Джей отправился с Гарри Уэллсом и Джесси на Землю-2, так как ему обещали помочь вернуться домой. Также он добавил к своему костюму шлем Хантера как символ надежды, мотивируя это тем, что всего лишь компенсирует то, что злодей забрал у него[26]. Впоследствии Джей снова появляется в серии «Парадокс», вышедшей в рамках третьего сезона, и объясняет Барри, что нельзя без последствий менять линию времени, когда вздумается, потому что это может привести к самым непредсказуемым результатам. После их разговора Барри решил не исправлять те изменения, которые возникли после разрушения Флэшпоинта. Впоследствии вернулся, чтобы помочь освободить Уолли из тюрьмы в Силы Скорости, в которую молодого спидстера посадил Савитар вместо себя, и заменил его, так как тюрьма нуждается в заключённом. В финальной серии третьего сезона его вызволил Циско.

На вопрос о различиях между образами Джея и Барри из сериала 1990 года, Шипп ответил, что «Джей — моя собственная версия Барри» из сериала 1990-х, а после добавил: «Я вернулся к истокам и посмотрел несколько эпизодов из сериала 1990/91 годов, чтобы освежить в памяти всё то, что я тогда делал. [Джей] в гораздо большей степени напоминает моего Барри 25-летней давности, чем мой Генри Аллен. Я был поражён теми сходствами которые нашёл в различных ситуациях. Я ухватился за эту нить и постарался воплотить её спустя 25 лет».
- Дэвид Синг (Патрик Сабонгуй) — капитан полиции Центал-сити, непосредственный начальник Джо Уэста и Эдди Тоуна. Очень строг и требователен к своим подчинённым, особенно к Барри, но при этом готов отдать жизнь ради их защиты. Открытый гей. В эпизоде «Вне времени» защитил Джо от молнии, управляемой Марком Мардоном, и сам получил разряд. Однако Барри стёр этот момент из реальности, переместившись в прошлое на день. Ко второму сезону отрастил бороду. В конце пятого сезона мэр предлагает ему работу нового начальника полиции, и он предлагает Джо Уэсту заменить его. Признаётся Барри в том, что всегда знал, что он является Флэшем.
  - В серии «Добро пожаловать на Землю-2» в полицейском участке можно увидеть его двойника, который на Земле-2 является мелким преступником.
- Лиза Снарт / Золотой глайдер (Пейтон Лист) — сестра Леонарда Снарта, освободившая его и Мика из тюремного фургона в конце эпизода «Месть Негодяев». Впоследствии снова появляется (эпизод «Время негодяев»), чтобы похитить и заставить Циско восстановить оружие Снарта и Мика, а также создать для неё оружие, покрывающее цель золотом. В эпизоде «Атмосфера безумия» возвращается вместе с другими Негодяями для перевозки заключённых из ускорителя. В том же эпизоде, по её же просьбе, получает от Циско злодейское прозвище. Возможно, испытывает к Циско некоторую симпатию. В серии «Семья негодяев», её отец Льюис Снарт имплантирует ей в голову бомбу чтобы заставить сына помочь ему с ограблением, но Циско успешно извлекает устройство, позволяя Барри остановить злодея; в конце эпизода покидает Централ-Сити, пообещав Циско бросить преступную жизнь.
- Линда Парк (Малис Джау, Оливия Ченг[англ.]Стрела) — репортёр из Central City Picture News, подруга Айрис и Барри, некоторое время встречалась с Барри, но когда она поняла, что он никогда не забудет Айрис, рассталась с ним.[28] Работает в газете Picture News. Во втором сезоне Линда должна была заменить своего двойника с Земли-2, чтобы обмануть Зума. Для этого Циско спроектировал точную копию костюма двойника, также имитирующую способности мета-человека. Чтобы придать ей уверенности Барри раскрывает ей свою тайну личности. Тем не менее Зум так и не появился, но позднее он похитил Линду и сбросил с крыши, однако Флэш вовремя спас её. Персонаж основан на образе репортёра Picture News Линды Парк, жены Флэша Уолли Уэста.
  - Двойник Линды Парк с Земли-2 носит прозвище Доктор Свет. Она преступница, которая использует свои способности мета-человека к управлению светом, чтобы грабить банки. Была послана Зумом, чтобы убить Барри, но вместо этого её саму поймали и заключили в тюрьму в ускорителе частиц. Позднее команда Флэша, так как Доктор Свет не была злодейкой, а просто боялась Зума, попросила её помочь выманить Зума, но она отказалась. Использовав силу невидимости она сбежала. Дальнейшая судьба неизвестна. Основана на одной из версий Доктора Свет — супергероине Кимио Йоши.
- Марк Мардон / Погодный Волшебник II (Лиам Макинтайр) — преступник и брат Клайда Мардона. Находясь в самолёте, попал под облучение взрыва ускорителя частиц, в результате чего обрёл такие же как у брата способности, но при этом он гораздо более сильный и умелый. Возвращается во втором сезоне, чтобы убить Флэша с помощью Трикстера и Снарта, но попадает в тюрьму. При одном из своих прошлых ограблений банка убил отца Петти Спивот. В 5 сезоне выясняется, что у него есть дочь, которая прозвала себя «Погодная Ведьма».
- Мэйсон Бридж (†) (Роджер Ховард) — репортёр из Central City Picture News, где работает Айрис. Проводил журналистское расследование с целью узнать о судьбе Саймона Стэга, но когда подобрался слишком близко, был убит Обратным Флэшем.
- Нора Аллен (†) (Мишель Харрисон[англ.]) — мать Барри, погибшая от руки Обратного Флэша за пятнадцать лет до событий сериала. Злодей на самом деле хотел убить маленького Барри, но после того, как мальчика спас Флэш, он впал ярость и заколол Нору ножом, подставив Генри Аллена. Первоначально появляется только во флэшбеках, после же её можно увидеть в сериях, где Флэш отправляется в момент её смерти (эпизоды «Достаточно быстро», «Гонка всей его жизни» и «Флэшпоинт»). Также в серии «Сбежавший динозавр» её образ воссоздаётся в Спидфорсе, во «Флэшпоинте» она жива и здорова в альтернативном настоящем. На Земле-3 является супругой Джея Гаррика, Джоан Гаррик.
- Ронни Рэймонд / Огненный Шторм (†) (Робби Амелл) — жених Кейтлин Сноу, один из сотрудников Лаборатории СТАР. Считался погибшим при взрыве ускорителя, но позже вернулся в образе Огненного Шторма. Позднее выясняется, что в результате взрыва ускорителя он слился с доктором Мартином Штайном и его изобретением (матрицей Огненного Шторма), в результате чего появился мета-человек, внешне выглядящий как Ронни, но с разумом Мартина Штайна. Впоследствии учёным удалось разделить при помощи переделанного тахионного ускорителя частиц, однако даже тогда Ронни чувствовал многое из того, что чувствует Штайн. В борьбе с генералом Эйлингом и его солдатами оба научились сливаться в Огненного Шторма таким образом, чтобы Ронни сам контролировал тело, а Штайн лишь давал советы в его сознании. Позже уехал вместе со Штайном В Питтсбург, чтобы научиться контролировать силы, но впоследствии вернулся. чтобы помочь бороться с Обратным Флэшем. Женился на Кейтлин Сноу. Погиб во время выжигания сингулярности при показе флэшбека в первой серии второго сезона «Человек, который спас Централ-сити».
  - В серии «Добро пожаловать на Землю-2» появляется двойник Ронни с Земли-2. Он носит имя Смертельный Шторм, серьёзно ранит Джо Уэста с Земли-2, подавляет личность Штайна и является любовником Убийцы Мороз (двойника Кейтлин). Убит Зумом.
- Сесиль Хортон (Даниэль Николет) — окружной прокурор Централ-сити. Впервые появляется в первом сезоне как старый друг Джо Уэста. В третьем сезоне у них завязываются романтические отношения. Беременеет в четвёртом сезоне, после чего у неё проявляются телепатические способности.
- Доктор Тина МакГи (Аманда Пэйс) — директор Mercury Labs и разработчик тахионного ускорителя, украденного Обратным Флэшем (Аманда Пэйс играла Кристину «Тину» МакГи в телесериале 1990 года «Флэш»). В серии «Возвращение Обратного Флэша», злодей похищает её и заставляет её создать тахионный ускоритель, чтобы он смог вернуться в будущее. По видению Циско, Тоун намеревался убить МакГи, однако её спасает Флэш. В эпизоде «Неуязвимый» Лорел Лэнс/Чёрная сирена разрушает здание Mercury Labs, но всех сотрудников спасает Флэш. Также выясняется, что Тина знает тайну личности супергероя.
- Уэйд Эйлинг (Клэнси Браун) — генерал вооружённых сил Соединённых Штатов Америки, который интересуется мета-людьми с целью использовать их способности для создания армии неуязвимых суперсолдат с целью развязать холодную войну и победить в ней. В конце эпизода «Последствия» его прямо из офиса похищает Обратный Флэш и он оказывается в канализации, где его ловит Горилла Гродд. Возвращается в эпизоде «Гродд существует», где под влиянием разума Гродда совершает нападения на бронированный транспорт. В конце серии Барри отпускает его, и генерал говорит, что, хочет Барри того или нет, но они — временные союзники, и отправляется ловить Гродда.

### Второй сезон
- Джесси Чамберс Уэллс / Джесси Квик (Вайолетт Бин) — впервые появилась в 5 серии 2-го сезона как пленница Зума. Дочь Харрисона Уэллса с Земли-2. В серии «Побег с Земли-2» её освободили Барри, Циско и её отец, после чего она застряла на Земле-1, чем была сильно недовольна. Позже облучена энергией из ускорителя частиц, но на тот момент было неизвестно стала ли она при этом метачеловеком. В конце второго сезона возвращается с отцом в родной мир. В третьем сезоне они опять возвращаются на Землю-1, так как у Джесси проявились способности бегуна. Она временно становится напарницей Флэша, нося бывший костюм Траектории, доработанный Циско, однако затем вновь возвращается на родную Землю. Впоследствии у неё начинается роман с Уолли.
- Пэтти Спивот (Шантель Вансантен) — новая напарница Джо Уэста, которая одержима металюдьми. Появляется в премьерной серии второго сезона и являлась любовным интересом Барри. Уезжает из Централ-сити в конце серии «Возвращение Реверсивного Флэша». В конце концов выясняет кто на самом деле Барри путём размышлений и подтверждает это, сделав ложный звонок на поезде.
- Франсин Уэст (†) (Ванесса Эй Уильямс) — мать Айрис и Уолли Уэстов, бывшая жена детектива Джо Уэста. имела проблемы с наркотиками и поэтому бросила дочь и мужа за четыре года до того, как Джо приютил у себя маленького Барри. На тот момент она уже была беременна Уолли, но ещё не знала об этом. После его рождения она решила избавиться от своей зависимости, чтобы быть ему хорошей матерью. Однако из-за наркотиков у неё развилась смертельная болезнь, синдром Макгрегора, и она решила примириться с мужем и дочерью, а также познакомить их с Уолли. На смертном одре Айрис и Джо прощают её, а Уолли становится полноправным членом семьи Уэстов.
- Хантер Соломон / Зум (†) (Тедди Сирс / Тони Тодд) — злой спидстер с Земли-2, одержимый идеей стать самым быстрым человеком во всех мирах. Главный антагонист второго сезона. На Земле-2, много лет назад, юный Хантер Соломон становится свидетелем убийства своей матери своим отцом, после чего его отправляют в приют для сирот. Спустя много лет Хантер стал серийным убийцей (что большая редкость на Земле-2), и его поймали и осудили за 23 убийства. По приговору Соломона отправили в психбольницу, где над ним проводили электросудорожную терапию в момент взрыва ускорителя частиц в С. Т. А. Р. Лабс. Это и наделило психопата невероятной сверхскоростью. Так Хантер взял себе прозвище «Флэш» и начал бороться с Зумом (на самом деле, Флэш был временной версий Соломона — настоящий Хантер является Зумом). Хантер узнал о Земле-1, взял себе имя Джея Гаррика (двойника Генри Аллена, отца Барри, с Земли-3, которого он поймал) и отправился в другой мир. Встретившись с Барри и его командой, Хантер начал разрабатывать план, как украсть скорость у Флэша Земли-1. Во время побега Барри, Циско и Харрисона Уэллса с Земли-2 Хантер отправился в прошлое, встретил свою раннюю версию и предложил ей притворится Джеем и якобы погибнуть от руки Зума. Однако команда Флэша всё равно узнаёт имя Зума. Тогда злодей похищает Уолли и Флэшу приходится отдать злому бегуну свою силу скорости. Барри удаётся её вернуть, но Зум убивает отца Флэша, и Аллен жаждет мести. Во время последней схватки, появляются Призраки Времени и забирают поверженного Зума с собой (при этом превращая его в Чёрного Флэша, олицетворяющего смерть спидстеров). В начале января 2017 года Эндрю Крайсберг подтвердил, что Зум стал Чёрным Флэшем и появится в предстоящих сериях[29]. Впоследствии, Убийца Мороз уничтожает Чёрного Флэша во время попытки второго убить Савитара.

### Третий сезон
- Джулиан Альберт / Доктор Алхимия (Том Фелтон, голос Алхимии: Тобин Белл) — судмедэксперт в Полицейском департаменте Централ-сити и эксперт по-металюдям, постоянно подозревающий Барри Аллена[30]. Судя по акценту — англичанин. Долгое время действовал как Доктор Алхимия — загадочная личность, способная восстанавливать воспоминания и способности тех, кто были мета-людьми во Флэшпоинте. То, что он является Доктором Алхимией, раскрывается только в конце серии «Убийца Мороз». Выясняется, что Алхимия — личина Савитара, который в это время управляет Джулианом. У самого Джулиана после этого случаются провалы в памяти. Впоследствии начинает испытывать чувства к Кейтлин, но отношения у них так и не складываются. В четвёртом сезоне, возвращается в Лондон.
- Синди Рейнольдс / Цыганка (Джессика Камачо) — мета-человек с Земли-19 со способностью перемещаться между Вселенными. Прибыла на Землю-1 с целью арестовать Ха-Эра Уэллса, так как в их Вселенной перемещения между измерениями под запретом[31][32]. Впоследствии начинает встречаться с Циско, однако они обрывают отношения. В одной из серий шестого сезона становится известно что Цыганка была убита хакером по прозвищу «Эхо», который оказался двойником Циско с другой земли.
- Трейси Брэнд (Энн Дудек)[33] — учёная, которая в будущем найдёт способ запереть Савитара навсегда. Команда Флэша решает найти её молодую версию, чтобы она сделала это в настоящем. Влюбилась в Уэллса.

### Четвёртый сезон
- Амонет Блэк / Блэксмит (Кэти Сакхофф) — мета-человек со способностью управлять металлом, управляющая чёрным рынком Централ-сити.
- Клиффорд Дево / Мыслитель (†) (Нил Сэндилэндс) — преступный гений, который поклялся себе искоренить все человеческие недостатки. Взрыв ускорителя частиц наделил его невероятным интеллектом. Главный антагонист четвёртого сезона. Погибает, когда Ральф возвращает себе своё тело.
- Марлиз Дево / Механик (Ким Энгельбрехт)[34] — талантливый инженер, создающий различные устройства для Дево. Также его жена. Впоследствии уходит от мужа и помогает команде Флэша победить его.
- Ральф Дибни / Удлиняющийся человек (Хартли Сойер)[35] — мета-человек со способностью деформировать своё тело подобно резине. Бывший полицейский, ныне частный детектив. Позже учится превращаться в других людей и даже копировать их голос и акцент. Якобы погибает, когда Дево захватывает его тело, однако Барри помогает ему вернуться.

### Пятый сезон
- Нора Уэст-Аллен / Икс-Эс (Джессика Паркер Кеннеди) — дочь Барри и Айрис из будущего. Как и отец является спидстером. Её отправил в прошлое Обратный Флэш, когда находился в тюрьме. В финале сезона из-за изменения хронологии была стёрта из реальности.
- Орлин Дуайэр / Цикада (Крис Клейн) — серийный убийца который охотится на металюдей. В бою использует кинжал который способен поглощать силы металюдей. Был одержим идеей уничтожить всех металюдей чтобы отомстить за свою племянницу Грейс. Один из главных антагонистов пятого сезона. В эпизоде «Неудача это сирота» Барри удаётся убедить его принять лекарство избавляющее от метаспособностей. Но затем его забирает Грейс из будущего которая вернулась чтобы отомстить за смерть родителей. Впоследствии она убивает Дуайера после того как он попытался остановить её.
- Грейс Гиббонс / Новая Цикада (Сара Картер) — племянница Дуайера которая оказалась в коме после того как ей в голову попал осколок спутника. В эпизоде «Неудача это сирота» появляется её версия из будущего которая является метачеловеком, но гораздо более сильной чем Дуайер. Одна из главных антагонистов пятого сезона.
- Томас Сноу / Сосулька (Кайл Секор) — учёный и отец Кейтлин. Также как и у Кейтлин у него есть способность управлять льдом и собственное альтер эго по прозвищу Сосулька. В эпизоде «Снежки» Сосулька похищает Кейтлин и её мать чтобы сделать их такими же как он, но затем Томасу удаётся вернуть контроль над своим телом и прогнать Сосульку. После этого Томас погибает от рук Новой Цикады спасая Кейтлин.
- Камилла Хванг (Виктория Парк) — начинающая журналистка и новая девушка Циско.

### Шестой сезон
- Рамзи Россо / Бладуорк (Сендхил Рамамурти) — учёный и друг Кейтлин. Пытался излечить свою смертельную болезнь с помощью лекарства на основе тёмной материи, но в результате это превратило его в метачеловека со способностью управлять кровью других людей. Один из антагонистов шестого сезона. Смог подчинить своей воле Флэша заразив своей кровью, но ненадолго.
- Честер Пи Ранк (Брэндон МакНайт) — учёный самоучка который у себя в гараже создал миниатюрную копию ускорителя частиц. Поклонник Флэша.
- Аллегра Гарсия (Кайла Комптон) — метачеловек со способностью управлять электромагнитными волнами. Была ошибочно обвинена в убийстве, а после оправдания стала работать стажёром в газете у Айрис.
- Ева Маккалох (Эфрат Дор)- основательница компании «Маккалох технолоджис» которая после взрыва ускорителя частиц считалась погибшей но, в действительности она оказалась запертой в зазеркалье. Одна из антагонистов шестого сезона.
- Сью Дирбон (Натали Дрейфусс) — пропавшая девушка поисками которой занимался Ральф.

## Приглашённые актёры

### Первый сезон
- Джеймс Джесси / Трикстер I (Марк Хэмилл) — террорист-анархист, действовавший более 20 лет назад, используя цирковой реквизит, а ныне сидит в тюрьме. Позже сбежал с помощью своего преемника, а по совместительству сына, но благодаря Флэшу снова вернулся за решётку. (Марк Хэмилл уже играл Джеймса Джесси/Трюкача в телесериале 1990 года «Флэш», с выхода последней серии которого прошло более 20 лет). В серии «Бег на месте», Марк Мардон освобождает Трикстера чтобы вместе убить Флэша. Трикстер переодевается Санта Клаусом и даёт детям подарки (в которых бомбы). Позже, Мардон и Джесси чуть не убивают Барри, заставив его не сопротивляться взамен на жизни всех этих детей. Уэллс, Циско и Джей обезвреживают бомбы, и Барри ловит Трикстера. В 4 сезоне упоминается, что он сбежал с тюрьмы. Версия Трикстера на Земле-3 по виду очень напоминает Джокера. Марк Хэмилл также известен озвучиванием этого персонажа в мультфильмах о Бэтмене.
- Аксель Уолкер / Трикстер II (Девон Грей) — сын оригинального Трикстера и его подражатель. В серии «Трикстер» при помощи мелких, но опасных трюков вызволил Джеймса Джесси из тюрьмы, но благодаря Флэшу отправился туда сам. В четвёртом сезоне сбегает из тюрьмы благодаря своей матери, но в итоге команда Флэша сажает их обратно.
- Бет Санс Соуси / Пластик (†) (Келли Фрай[англ.]) — бывшая солдат и эксперт по взрывчатке. Взрыв ускорителя частиц слил шрапнель в ней с её телом на клеточном уровне. Вследствие чего Бет приобрела способность касанием превращать любой предмет во взрывчатку, которая немедленно же взрывается. Убита генералом Эйлингом.
- Ганнибал Бейтс / Безликий (†) (Мартин Новотны) — преступник со способностью принимать облик любого человека, до которого он прежде дотронулся. В серии «Западня», Уэллс воспользовался им, когда Барри, Циско и Кейтлин пытались устроить ему западню. Застрелен Джо Уэстом.
- Гидеон (Морена Баккарин) — таинственный искусственный интеллект в тайном убежище доктора Уэллса, который сообщает ему о изменениях будущих событий. Создана Барри Алленом из будущего. В сериале Легенды завтрашнего дня фигурирует другая версия Гидеон, которую озвучивает Эми Пембертон.
- Гродд (Дэвид Соболов)[36] — горилла, получившая способности в результате взрыва ускорителя частиц. Считает Уэллса (точнее Эобарда Тоуна) своим отцом. Позже берёт Кейтлин в плен чтобы она создала ещё одну умную гориллу. Вместо этого, Гродда заманивают в пространственную дыру, и он обнаруживает себя на Земле-2, в заповеднике для разумных горилл — Горилла-Сити. В арке «Нападение на Город Горилл» / «Нападение на Централ-сити» выясняется, что он захватил власть в Горилла-Сити и, собрав армию разумных обезьян, задумал напасть на Централ-сити. Для этого он похитил Гарри Уэлса, чтобы заманить команду Флэша в Горилла-Сити, так как ему нужен кто-то, чтобы открыть портал на Землю-1. После того, как Флэш и остальные сумели сбежать от него, захватил разум Цыганки, открыл с её помощью портал и напал на город, но был остановлен Флэшем и его союзниками. В дальнейшем появляется в третьем сезоне сериала Легенды завтрашнего дня как один из основных злодеев. В 5 сезоне противостоял «Короле Акул». в 6 сезоне просит помощи Флэша.
- Данте Рамон (†) (Николас Гонсалес) — брат Циско Рамона, любимец своих родителей, несмотря на все ошибки. В эпизоде «Время негодяев» был похищен и подвергнут пытке, чтобы выведать у Циско тайну личности Флэша. В 3-м сезоне, после событий Флэшпоинта, раскрывается, что Данте погиб за несколько месяцев до этого, попав под машину пьяного водителя, из-за чего Циско возненавидел Барри, но со временем простил.
  - Его двойник с Земли-2 является злодеем по прозвищу Пролом и он хочет отомстить Циско за смерть Ревёрба, так как был обманут Зумом, сообщившим ему, что его брата убил Вайб. Позднее Зум убивает Пролома, так как тот не смог завершить задание.
- Дантон Блэк / Мультиплекс (†) (Майкл Кристофер Смит) — учёный, проводивший опыты по клонированию. После взрыва ускорителя частиц обретает способность к самокопированию. Пытается свершить месть над своим бывшим работодателем — Саймоном Стэггом, укравшим результаты работ Блэка, а потому по мнению Блэка, виновным в смерти его жены. После того как его попытку мести останавливает Флэш, он позволяет себе упасть из окна.
- Джейсон Руш (Люк Родерик) — выпускник университета Хадсона и участник исследовательской команды Мартина Штайна по проекту О. Г. Н. Е. Ш. Т. О. Р. М. Основан на одноимённом персонаже, одном из воплощений Огненного Шторма
- Кайл Нимбус / Туман (Энтони Кэрриган) — заключённый, приговорённый к смертной казни через газовую камеру. Время казни совпало с моментом взрыва ускорителя частиц, в результате чего Нимбус не только выжил, но и обрёл способность трансформироваться в ядовитое облако циановодорода. Пойман Барри, но затем сбегает благодаря вмешательству Снарта.
- Клайд Мардон / Погодный Волшебник I (†) (Чад Рук) — преступник, скрывающийся вместе со своим братом от полиции. Находясь в самолёте, попадает под облучение взрыва ускорителя частиц, в результате чего обретает способность управлять погодой. Первый противник Флэша. Застрелен Джо Уэстом.
- Кларисса Штайн (Изабелла Хофман)[37] — жена профессора Мартина Штайна.
- Рой Биволо / Радужный Рейдер (Пол Энтони) — грабитель банков. Одним взглядом заставляет людей драться друг с другом и пытаться друг друга убить. Превращает Флэша в злодея, который не только нападает на Айрис и Эдди, но и затевает битву со Стрелой. Пойман обоими героями, но затем освобождён Снартом.
- Саймон Стаг (†) (Уильям Сэдлер) — промышленник и филантроп. Был мишенью Дантона Блэка, так как Стаг украл его исследования в области клонирования, что привело к гибели жены Дантона. Стаг был убит Доктором Уэллсом, когда заинтересовался способностями Флэша.
- Тесс Морган (†) (Бри Блэр) — жена настоящего доктора Харрисона Уэллса. Именно она придумала название «Лаборатория СТАР». Погибла в автокатастрофе, подстроенной Эобардом Тоуном. Появляется только во флэшбеках, описывающих события пятнадцатилетней давности. Вероятно была также женой Харрисона Уэллса с Земли-2, но также погибла, учитывая воспоминания Харри и Джесси в 4 сезоне.
- Тони Вудворд / Балка (†) (Грег Финли) — бывший одноклассник Барри, который в детстве издевался над ним. В эпизоде «Рождение Флэша» — угонщик автомобилей, имеющий способность превращать свою кожу в металл. В эпизоде «Перебои в питании» заключает сделку с Харрисоном Уэллсом и сражается с Фаруком Джембраном, пока Барри восстанавливает свою сверхскорость, но вскоре погибает. В серии «Сбежавший динозавр» второй, более локальный, взрыв ускорителя частиц, вызванный попыткой вернуть Флэшу способности спидстера, оживили тело Тони, сделав его похожим на зомби. В таком состоянии вновь был остановлен Барри.
- Фарук Джебран / Блэкаут (†) (Майкл Ревентар[англ.]) — получил удар током на электро вышке. Считался мёртвым. После аварии получил способность поглощать электрическую энергию. Вернувшись, сначала убил несколько человек. Затем поглотил всю электроэнергию в городе. А после, во время битвы с Барри поглотил его спидфорс. Погибает при повторной попытке поглотить спидфорс Барри, после того как Барри открыл для себя её новый уровень. Доктор Уэллс берёт у него пробу крови чтобы узнать как ему удалось это сделать.
- Хартли Рэтэуэй / Дудочник (Энди Миентус[англ.]) — блудный сын богатой четы Рэтэуэй, которые отказались от него из-за того, что он — гей. Хартли был фаворитом Гаррисона Уэлса, пока со скандалом не был уволен из лаборатории СТАР. Спустя год он вернулся для того, чтобы отомстить Уэллсу и Циско, с которым у Хартли были весьма напряжённые отношения, а заодно и расправиться с Флэшем, вставшим на пути между ним и Уэллсом. Хартли создал специальные наручи, позволяющие ему создавать мощные звуковые импульсы различной частоты. Позже, Барри изменяет историю, после чего Хартли не только становится его союзником, но и мирится с родителями.
- Шона Байз / Пик-а-Бу (Бритни Олдфорд) — женщина, обладающая способностью телепортироваться в любое место в пределе своей видимости. Пытается освободить своего возлюбленного Клея Паркера, но в результате он бросил её, а она сама оказывается в камере Лаборатории СТАР. Сбегает при попытке перевоза заключённых мета-людей на остров Лиан Ю. В четвёртом сезоне, её ловят Циско и Уолли, после чего она попадает в тюрьму «Айрон Хайтс». В 5 сезоне Флэш помогает ей сбежать от злодея Цикады.

### Второй сезон
- Адам Феллс / Геомансер (Адам Стэффорд)[38] — метачеловек со способностью вызывать подземные толчки. Основан на персонаже комиксов c тем же именем[англ.]
- Альберт Ротштейн / Атомный крушитель (†) (Адам Коуплэнд) — суперзлодей, метачеловек со способностью вырастать до невероятных размеров при поглощении радиации и обладающий колоссальной физической силой. Попал в этот мир с Земли-2 и убил своего двойника. Был побеждён командой Флэша и перед смертью признался, что его нанял Зум.[39]
  - В эпизоде «Человек, который спас Централ-сити» можно увидеть труп Адама Ротштейна Земли-1, который вероятно работал на местной А. Э. С..
- Генри Хьюит / Токамак (Демор Барнс[англ.]) — учёный, получивший во время взрыва ускорителя частиц способности, схожие с таковыми у Огненного Шторма. Внешне отзывчив, вежлив и добродушен, но на самом деле вспыльчив, жесток, склонен к насилию и ранее имел проблемы с законом. Был приглашён командой Флэша (не подозревавшей о его криминальном прошлом), чтобы заменить погибшего Ронни Рэймонда. Попытка слияния с Мартином Штайном оказалась неудачной, однако пробудила его доселе дремавшие силы. Позднее нападает на Кейтлин с требованием помочь ему и терпит поражение в схватке с Флэшем и новым Огненным Штормом Джефферсоном Джексоном.
  - В серии «Добро пожаловать на Землю-2» появляется его двойник — обычный человек, дружелюбный и жизнерадостный сотрудник С. Т. А. Р. Лабс.
- Гриффин Грей (Хейг Сазерленд)[40] — метачеловек, обладающий суперсилой, но стареющий каждый раз, когда её применяет. Хотел отомстить Эобарду Тоуну за взрыв ускорителя частиц, который дал ему такую сверхспособность. Принял за Тоуна Гарри Уэлса (имеющего ту же внешность) и похитил его.
- Джоуи Монтелеоне / Смоляная яма (Марко Граззини[англ.])[41] — мета-человек со способностью превращаться в гору свежего асфальта. Основан на одноимённом персонаже комиксов.
- Скотт Эванс (Тоун Белл[англ.])[42] — новый редактор в газете Central City Picture News. Некоторое время оказывал знаки внимания Айрис, приглашал её на свидания. Тем не менее их отношения прекратились когда Айрис осознала свои чувства к Барри.
- Рассел Глоссон / Черепаха (†) (Аарон Дуглас) — метачеловек, способный высасывать кинетическую энергию у окружающих людей, создавая иллюзию того, что всё вокруг него застывает во времени. Убит Гарри Уэллсом, когда тот пытался создать сыворотку, крадущую скорость Флэша.
- Шэй Ламден / Король-Акула (Дэвид Хейтер) — является гибридом человека и акулы, созданным вследствие мутации после взрыва ускорителя Лаборатории СТАР на Земле-2. Впервые появляется в конце эпизода «Ярость Огненного шторма», когда он нападает на Флэша и практически побеждает его. Тем не менее появляется Гарри Уэллс и оглушает его из энергетического оружия. В эпизоде «Король акул» выясняется, что его захватил А. Р. Г. У. С. и держал в особо охраняемом бассейне, откуда он благополучно сбежал. Также раскрывается его предыстория: он был морским биологом, исследующим акул и во время взрыва ускорителя на Земле-2 упал в бассейн с подопытными акулами. Невероятно сильный и быстрый в воде, но на суше долго находится не может. Как выясняется в эпизодах «Причина и следствие» и «Улица Инфантино», с тех пор, как его вновь поймали, он охраняет хранилище А. Р. Г. У. Са. В пятом сезоне помогает Флэшу победить Гориллу Гродда, также был показан в человеческом обличии.
  - В той же серии упоминается Шэй Ламден Земли-1. Примечательно, что с ним произошло то же самое, что и с Королём-Акулой, но в отличие от него тот выжил.
- Эдди Слик / Песчаный демон (†) (Кетт Тортон) — метачеловек, который способен управлять песком. Попал в этот мир с Земли-2 с целью убить Флэша. Убит Флэшем, бросившим в него молнией, которая превратила злодея в стеклянную статую, тут же упавшую и разбившуюся.
  - Его двойник с Земли-1 также является мелким преступником, но не имеет сверхспособностей.
- Элайза Хармон / Траектория (†) (Элисон Пейдж) — девушка-спидстер. Являлась сотрудницей Mercury Labs, помогала Кейтлин Сноу с разработкой препарата «Скорость-9» (Velocity-9). Имея, однако, информацию лишь о трёх компонентах формулы из восьми, сумела воспроизвести препарат и стать спидстером. Пагубное влияние препарата сделало её зависимой от него и вызвало раздвоение личности. Занималась мелким грабежом, пока не раскрыла свою личность команде Флэша, взяв Джесси в заложники, и не потребовала у Кейтлин больше препарата. Дальнейшая судьба неизвестна: она либо мертва, либо затеряна в Спидфорсе (разгон до невероятной скорости расщепил её тело, молния при этом приняла вид, как у Зума, то есть синего цвета).